# ZSU-23-4
Die Selbstfahrlafette ZSU-23-4 „Schilka“ (russisch ЗСУ-23-4 «Шилка», ЗСУ = зенитная самоходная установка, Transkription: SSU = senitnaja samochodnaja ustanowka, deutsch Flugabwehr-Selbstfahrlafette) ist ein in der Sowjetunion entwickelter Flakpanzer zur Bekämpfung niedrig fliegender Kampfflugzeuge, Drohnen und Hubschrauber sowie leicht gepanzerter Bodenziele.
Sie ist seit 1965 bei den sowjetischen bzw. russischen Streitkräften im Dienst, seit Beginn der 1970er-Jahre auch bei allen anderen Armeen der Warschauer Vertragsstaaten und einer Anzahl weiterer Armeen. Das Fahrzeug ist nach dem Fluss Schilka in Ostsibirien benannt.

## Entwicklungsgeschichte

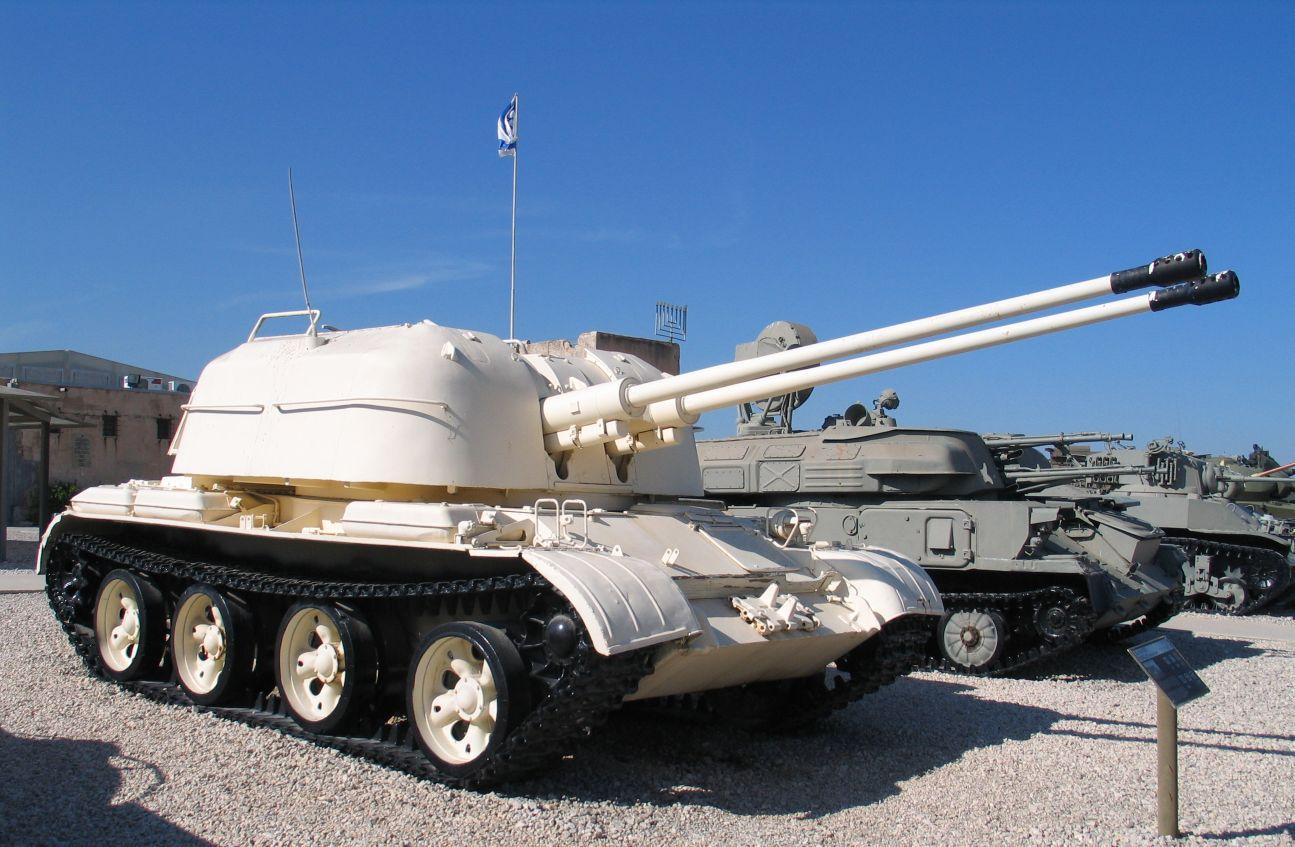
Der Vorgänger, die Fla-Sfl ZSU-57-2 im Vordergrund, dahinter die Fla-Sfl 23-4

Bereits der Zweite Weltkrieg hatte gezeigt, dass motorisierte Infanterie- sowie genuine Panzerverbände Fla-Unterstützungswaffen benötigten, die ihnen auf dem Gefechtsfeld folgen und ein Mindestmaß an Schutz gegen Tiefflieger bieten konnten. Während des Krieges konzentrierte sich die UdSSR jedoch auf den Bau von Kampfpanzern, Sturmgeschützen und Jagdpanzern. Selbstfahrende Fliegerabwehrwaffen wie die SU-72 oder die ZSU-37 auf Basis der 37-mm-Flak M1939 wurden zwar entwickelt, kamen jedoch nicht in großen Stückzahlen zum Einsatz.
Im Kalten Krieg begann Mitte der 1950er-Jahre die Serienproduktion der Fla-Sfl ZSU-57-2. Vorteilhaft waren Schutz und Beweglichkeit im Vergleich zur bisher genutzten gezogenen Fla-Artillerie, die auf dem relativ großen Kaliber beruhende Reichweite sowie die Wirkung im Ziel. Als Nachteil erwies sich die geringe Kadenz von 100 bis 120 Schuss je Minute, die ein Bekämpfen schnell- und tieffliegender Ziele erschwerte, sowie die fehlende Möglichkeit zur elektronischen Aufklärung und Feuerleitung. Ein Einsatz bei Nacht und schlechter Sicht war daher nicht möglich, Entdeckung und Bekämpfung von Zielen wurden auch bei Tag erschwert und hingen vom Ausbildungsstand der Besatzung ab. Mit dem Einsatz der in den 1950er-Jahren eingeführten NATO-Kampfflugzeuge mit Strahlantrieb waren die Eigenschaften dieses Waffensystems nicht mehr ausreichend. Da die Mängel frühzeitig deutlich wurden, wies der Ministerrat der UdSSR am 17. April 1957, also kurz nach dem Produktionsbeginn der ZSU-57-2, die Entwicklung von zwei neuen Fla-Sfl an.
Mittlerweile hatte die Entwicklung elektronischer Bauelemente einen Stand erreicht, der die Integration von Radar- und Feuerleitsystemen in ein Gefechtsfahrzeug ermöglichte, statt sie wie bisher in eigenen Fahrzeugen unterbringen zu müssen. Daher sollte die neue Fla-Sfl die Möglichkeit zur elektronischen Aufklärung und Feuerleitung bieten.
Auf Grundlage der Weisung entstanden die Fla-Sfl ZSU-37-2 Jenissei und die ZSU-23-4 Schilka. Die ZSU-37-2 besaß zwei 37-mm-Kanonen 500P und basierte auf dem Fahrgestell der Artillerie-Selbstfahrlafette SU-100P, sie ging jedoch nicht in Serienproduktion. Die ZSU-23-4 besaß vier 23-mm-Kanonen 2A7 und nutzte ein auf Basis des PT-76 entwickeltes Fahrgestell. Auch die elektronische Ausrüstung beider Waffensysteme unterschied sich. Die ZSU-37-2 Jenissei erhielt den Waffenleitkomplex RPK Baikal, die ZSU-23-4 Schilka den RPK Tobol. Beide Waffenleitsysteme ermöglichten Aufklärung, Zielbegleitung und Berechnung der Zieldaten für die Waffenanlagen. Die ursprünglich vorgesehenen Einsatzprofile beider Flakpanzer unterschieden sich leicht. Während die ZSU-37-2 bei Panzerverbänden eingesetzt werden sollte, war die ZSU-23-4 zum Schutz mechanisierter und motorisierter Infanterieverbände vorgesehen.
Die Prototypen beider Flakpanzer wurden 1960 fertiggestellt, die anschließende staatliche Erprobung zog sich bis zum Oktober 1961 hin. Konstruktionsbedingt wiesen beide Waffensysteme unterschiedliche Eigenschaften auf. Während die Effektivität der Schilka beim Kampf gegen Luftziele in einer Höhe von 200 bis 500 m anderthalb bis zweimal höher war als die der Jenissei, lag bei letzterer die wirksame Reichweite der Waffen deutlich höher. Die Vorteile der Schilka wurden hauptsächlich durch die kleinkalibrigen Waffen erreicht, die eine hohe Kadenz und größere Richtgeschwindigkeiten ermöglichten. Das größere Kaliber der Jenissei ermöglichte dagegen eine wirksame Bekämpfung von Luftzielen bis zu einer Höhe von 3000 m, während eine effektive Bekämpfung mit der Schilka nur bis 1500 m Höhe möglich war. Die Jenissei war mit rund 28 t Gewicht auch deutlich schwerer als die Schilka. Die Herstellungskosten beider Flakpanzer unterschieden sich praktisch nicht. Die staatliche Kommission empfahl die Übernahme beider Waffensysteme, da keines der beiden entscheidende Vorteile aufwies. Letztendlich erschienen Reichweite und Waffenwirkung der Schilka ausreichend, die außerdem noch auf einem in der Sowjetarmee weit verbreiteten Chassis aufbaute, während das Fahrgestell der ZSU-37-2 eine gesonderte Konstruktion war. Die geringere Masse der ZSU-23-4 erhöhte außerdem die Beweglichkeit und erleichterte den Transport. Daher wurde am 5. September 1962 durch den Ministerrat die Serienproduktion der ZSU-23-4 Schilka beschlossen, während das Projekt Jenissei eingestellt wurde.

## Technik

### Aufbau des Waffensystems
Die ZSU-23-4 ist für einen weitgehend autonomen Einsatz konzipiert. Normalerweise im Bestand einer Flugabwehrbatterie eingesetzt, ist auch der Einsatz abgesetzter Fahrzeuge möglich. Üblich ist in regulären Streitkräften der geschlossene Einsatz der Batterie. Die Batterie ist für Aufklärung des Luftraumes und die Bekämpfung der Luftziele verantwortlich. Weiterhin obliegt ihr Transport und Zuführung der Munition sowie die Wartung und Instandsetzung der Flakpanzer der Batterie. Eine Fla-Artilleriebatterie bzw. der Fla-Artilleriezug einer Fla-Raketen-Artilleriebatterie besteht aus:
- der beweglichen Führungsstelle 9S486 (PU-12)[6]
- vier Flakpanzern ZSU-23-4
- der Lkw-basierten Funkmesswerkstatt KRAS-1RSch bzw. Funkmesswerkstatt KRAS-1RSchM[7] mit einem Elektroaggregat ÄSD-20[8]
- einem Fahrzeug zum Transport von Ersatzteilen, Werkzeugen und Zubehör
- vier Transport- und Ladefahrzeugen zum Transport von Munition

### Grundsätzliches Zusammenwirken der Elemente des Waffensystems
Die Führungsstelle 9S486 dient der automatisierten Darstellung, Bearbeitung und Übermittlung von Angaben der Luftlage sowie zur Führung und Feuerleitung der Flugabwehrbatterie. Die von verschiedenen Radargeräten bzw. Gefechtsständen gewonnenen Luftlageinformationen werden automatisch an die Führungsstelle 9S486 übermittelt und dort für den Batteriechef dargestellt. Eine weitere automatisierte Übertragung dieser Informationen an die Flakpanzer ist jedoch nicht möglich und aufgrund der Verzögerungszeit und der eigenen Ungenauigkeit des Systems auch nicht sinnvoll. Aufträge zur Aufklärung des Luftraumes und Zieldaten werden an die ZSU-23-4 mit Sprechfunk übermittelt. In der Führungsstelle PU-12 können gleichzeitig zwölf, in der Version PU-12M neunundneunzig Luftziele dargestellt werden.
Die Radaranlage der ZSU-23-4 ermöglicht die elektronische Aufklärung auf Entfernungen bis zu 12.000 m. Dabei kann entweder eine Rundum- oder eine Sektorsuche durchgeführt werden. Ab einer Entfernung von 10.000 m ist eine automatische Begleitung des aufgefassten Ziels möglich. Die Zieldaten des aufgefassten Ziels werden automatisch an die Feuerleitanlage übergeben. Dort erfolgt in Abhängigkeit von Lage, Kurs und Geschwindigkeit des Luftzieles die Berechnung des Vorhaltepunktes für die Waffenanlage. Das zu bekämpfende Luftziel muss bei Bedarf visuell identifiziert werden, ein Freund-Feind-Erkennungssystem ist nicht vorhanden. Radargeräte und Feuerleitanlage ermöglichen verschiedene Betriebsarten. Die Bekämpfung des Luftzieles ist auf eine Schrägentfernung von 2.500 m und eine Höhe von 1.500 m möglich. Der Einsatz der Waffenanlage kann im Stand oder aus der Fahrt bis zu Geschwindigkeiten von 25 km/h erfolgen.
Die Fahrzeuge zum Transport von Munition folgen der Batterie im Abstand von 1,5 bis 2 km und führen dem Flakpanzer im Bedarfsfall die Ergänzung für die verschossene Munition zu. Die Munition auf den Transport- und Ladefahrzeugen ist bereits gegurtet und kann in relativ kurzer Zeit an den Flakpanzer übergeben werden.
Die Funkmesswerkstatt KRAS-1RSch ermöglicht die Prüfung und Instandsetzung der ZSU-23-4 unter feldmäßigen Bedingungen. Mit der umfangreichen Prüfausstattung kann ein Großteil der elektronischen Baugruppen der ZSU-23-4 automatisiert geprüft werden. Die mitgeführten Ersatzteile, Werkzeuge und Zubehör ermöglichen einen Austausch eines Großteils der Baugruppen des Flakpanzers und von Verschleißteilen. Mit Hilfe der Funkmesswerkstatt KRAS-1RSch können auch die meisten der regelmäßigen Wartungs- und Instandsetzungsarbeiten am Flakpanzer in der Batterie durchgeführt werden.

### Aufbau der ZSU-23-4

#### Fahrgestell und Stromversorgung

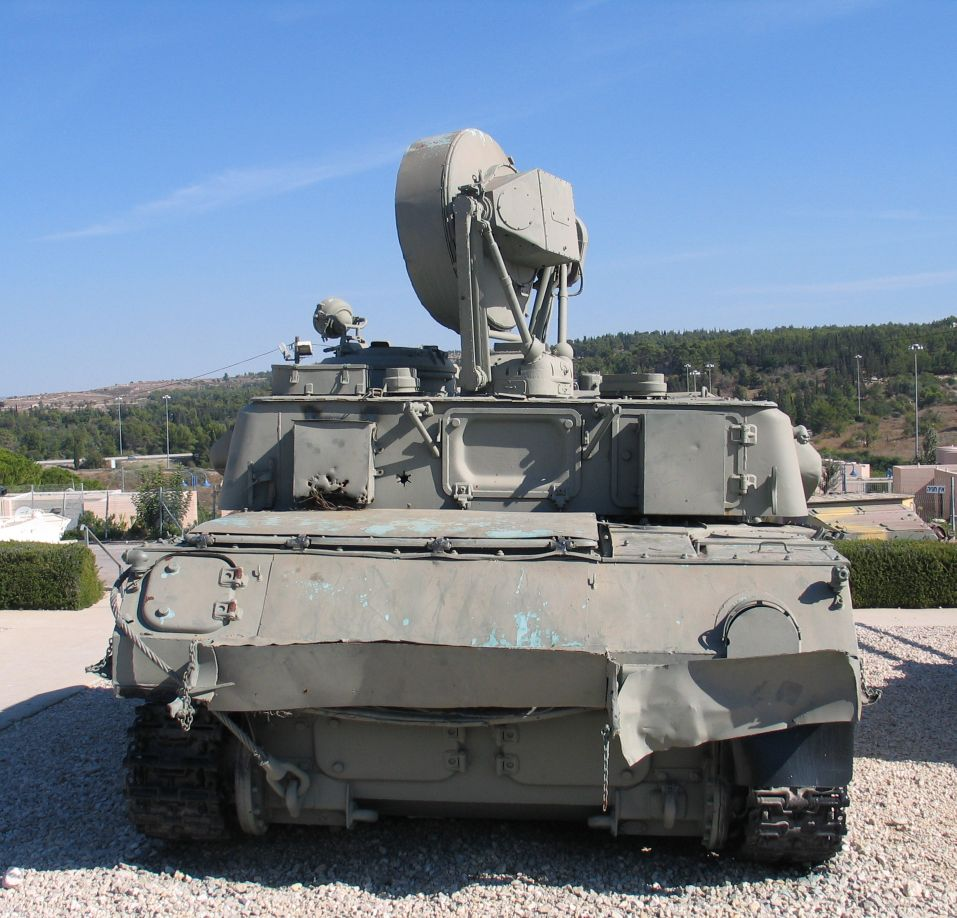
ZSU-23-4, Heckansicht, die halbrunde Luke rechts deckt die Austrittsöffnung der Gasturbine bei Nichtgebrauch ab

Als Fahrgestell wird der Typ GM 575 genutzt. Dabei handelt es sich um eine Modifikation des ursprünglich für den Schwimmpanzer PT-76 bzw. die Artillerie-Sfl. ASU-85 entwickelten Chassis, das auch als Basis für weitere sowjetische Gefechts- und Führungsfahrzeuge diente. Im Heck sind Antrieb und Stromversorgungsanlage untergebracht, der Mittelteil nimmt den Turm auf, vorn links befindet sich der Platz des Fahrers. Das Chassis ist mit Torsionsstäben gefedert und besitzt auf jeder Seite sechs Laufrollen, Stützrollen sind nicht vorhanden. Als Antrieb dient ein quer im Heck eingebauter Sechszylinder-Dieselmotor mit einer Leistung von 280 PS. Auch bei diesem Teil handelt es sich um eine Modifikation eines in sowjetischen Militärfahrzeugen weit verbreiteten Typs. Der Motor treibt über ein mechanisches Getriebe die hinten liegenden Antriebsräder an. Gelenkt wird der Flakpanzer mit Hilfe einer Lenkbremse. Der Dieselmotor kann auch im Stand zur Versorgung der Bordelektrik der ZSU-23-4 eingesetzt werden, dazu wird die Drehzahl des Motors auf etwas weniger als 2.000 Umdrehungen eingestellt. Fahrgestell und Antrieb ermöglichen eine Marschgeschwindigkeit von 50 km/h auf der Straße und 30 km/h im Gelände, damit kann die ZSU-23-4 den zu unterstützenden Einheiten sowohl auf dem Marsch als auch im Gefecht folgen.
Als Primärstromquelle kommt eine Gasturbine vom Typ DG4 bzw. eine ihrer Modifikationen mit einer Leistung von 51 kW zum Einsatz. Der Vorteil der Gasturbine liegt hier in einer hohen Leistungsabgabe bei kompakter Bauform und geringem Gewicht sowie einer kurzen Inbetriebnahmezeit, der Nachteil im hohen Treibstoffverbrauch. Die Gasturbine nutzt ebenso wie der Fahrmotor Dieselkraftstoff. Sie ist im Heck rechts neben dem Fahrmotor angeordnet und treibt über ein Getriebe, an das auch der Fahrmotor angeschaltet werden kann, den Generator G/SW-2-14 und den Umformer BP112 an. Bereitgestellt wird Dreiphasenwechselstrom mit einer Spannung von 220 V und einer Frequenz von 400 Hz sowie Gleichstrom für das Bordnetz mit einer Spannung von 27 V. Da der Treibstoffverbrauch der Turbine mit 90 l/h sehr hoch ist, erfolgt im Ausbildungsbetrieb die Stromversorgung entweder über ein festes Netz oder über das durch den KRAS-1RSch mitgeführte Elektroaggregat ÄSD-20. Der Fahrbereich hängt stark von der Nutzung der Gasturbinenanlage ab. Bei einer Betriebsreserve von 1,5 bis 2 Stunden für die Gasturbine liegt er bei ungefähr 450 km auf Straßen und 300 km im Gelände.
Chassis und Turm sind gepanzert, allerdings hat die Panzerung am Turm nur eine Stärke von 10 mm und schützt lediglich gegen Splitter und kleinkalibrige Munition. Der Flakpanzer besitzt eine Filterventilationsanlage, die bis zu einer Dauer von maximal vier Stunden vor bakteriologischen und chemischen Kampfstoffen sowie radioaktivem Niederschlag schützt.
Die ZSU-23-4 ist nicht schwimmfähig, kann aber Gewässer bis zu einer Tiefe von 1 m ohne Vorbereitung durchwaten. Größe und Gewicht erlauben einen Lufttransport mit Flugzeugen der Typen Antonow An-12 und Iljuschin Il-76.
Der Fahrer besitzt eine aktive Nachtsichtanlage. Die Fahrerluke kann durch eine Panzerplatte abgedeckt werden, dann erfolgt die Beobachtung durch Winkelspiegel, bei hochgeklappter Panzerung durch die offene oder mit einer Glasscheibe abgedeckte Fahrerluke. Die Verbindung zu anderen Einheiten wurde über ein Funkgerät R-123 gehalten, die Besatzungsmitglieder verständigten sich untereinander über die Bordsprechanlage TPU-4. Zur Navigation stand dem Kommandanten / Fahrer ein Navigationsgerät TNA-2 bzw. 3 zur Verfügung. Das Gerät berechnet über den Drehwinkel des Fahrzeuges und die gemessene Geschwindigkeit fortlaufend die Koordinaten des eigenen Standortes.

#### Waffenanlage

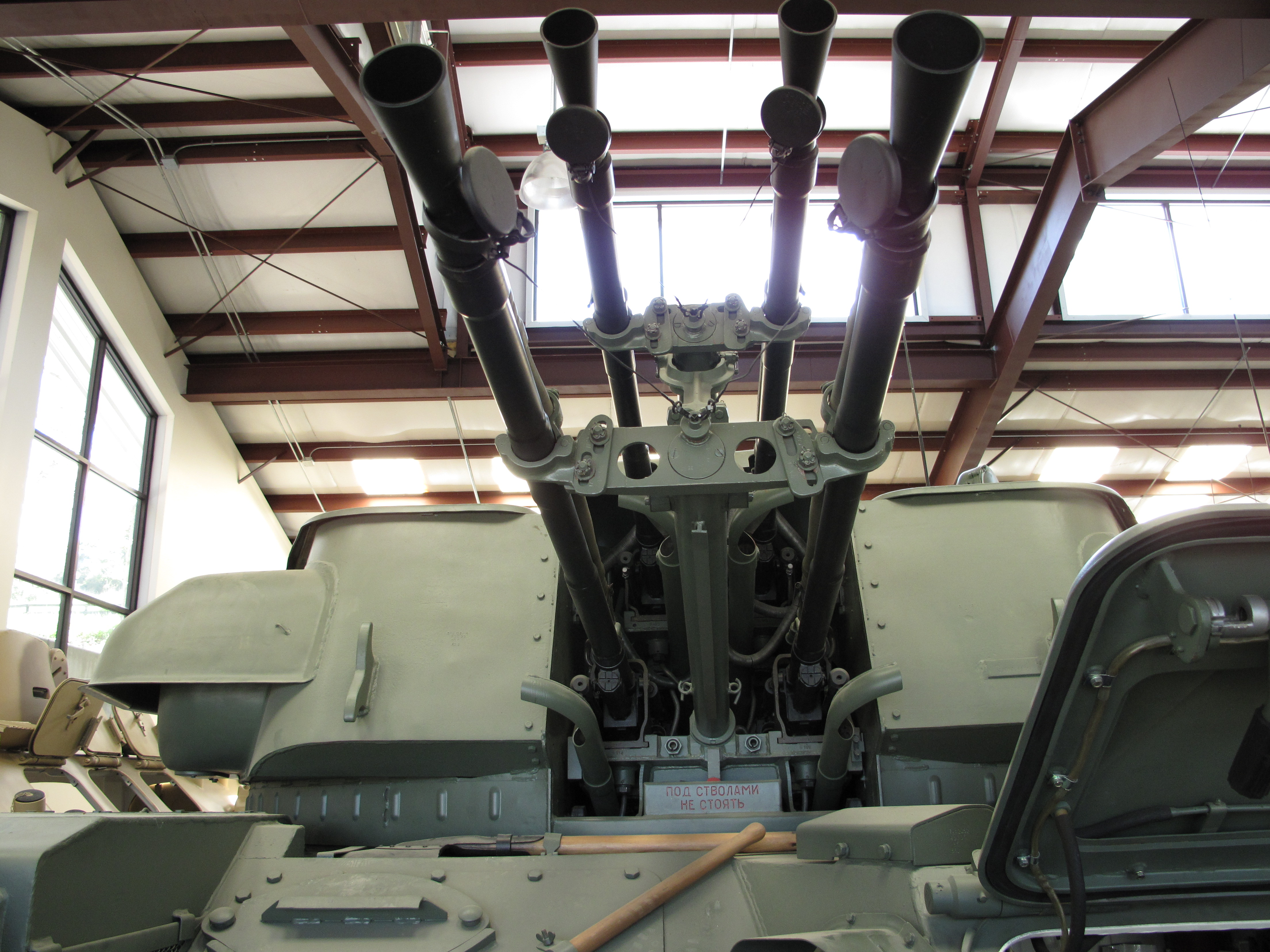
Ansicht der Waffenanlage. Zu erkennen sind die Rohrwiegen, die flüssigkeitsgekühlten Waffen, die durch Seilzüge betätigten Mündungskappen der Waffen und die Auswerferrohre für die Hülsen

Aufbau des Turms 2A10, Draufsicht:
A – Platz des Kommandanten
B – Platz des Funkorters 1
C – Platz des Funkorters 2
1 – linker Gurtbunker
2 – Waffen AZP-23-4
3 – rechter Gurtbunker
4 – Rechengerät 2A7
5 – Rundsichtbildschirm 1Rl33
6 – Entfernungsbildschirm 1RL33
7 – SBZ (MIT) 1RL33
8 – Baugruppen Antennensteuerung

Die Waffenanlage der ZSU-23-4 besteht aus
- dem Turm 2A10
- der eigentlichen Waffenanlage AZP-23-4
- den Richtantrieben 2Ä2

Technische Daten zur Waffenanlage
- Kaliber: 23 mm
- Länge des Rohres: 82 Kaliber
- Gewicht einer Waffe: 85 kg
- Seitenrichtbereich: 360°
- Höhenrichtbereich: −4° bis 85°
- theoretische Feuergeschwindigkeit: 3.200–3.600 Schuss/min[11]
- praktische Feuergeschwindigkeit: 2.000 Schuss/min[11]
- Schusshöhe, maximal: 1.500 m
- Schussentfernung, maximal: 2.500 m (Schrägentfernung)

Die Waffenanlage der ZSU-23-4 befindet sich in den vorderen zwei Dritteln des Turms. Vorn mittig befindet sich die eigentliche Waffenanlage AZP-23-4 Amur (АЗП-23-4 Амур). Sie besteht aus vier Maschinenkanonen des Kalibers 23 mm. Die Waffen sind flüssigkeitsgekühlt und haben eine Kadenz von 11 Schuss je Sekunde. Damit ergibt sich eine theoretische Feuergeschwindigkeit von 3.200 bis 3.600 Schuss/min beim Schießen aus allen vier Rohren, es kann jedoch auch aus nur zwei Rohren geschossen werden. Normalerweise werden Luftziele mit kurzen Feuerstößen von zwei bis drei Schuss bekämpft. Bei Feuerstößen von mehr als 50 Schuss besteht die Gefahr des Versagens der Kühlung. Die Waffen werden durch hydraulische Richtantriebe nach der Höhe gerichtet, das Richten nach der Seite erfolgt ebenfalls hydraulisch durch Drehen des kompletten Turms. Der Betrieb der Richtantriebe ist auf zwei Stunden begrenzt, danach muss eine Pause eingelegt werden. Beim Ausfall der hydraulischen Richtantriebe kann auch mit Hand gerichtet werden. Die Rohrerhöhung ist auf Werte zwischen −4° und 85° begrenzt, der Seitenrichtbereich ist unbegrenzt. Bei Nutzung der hydraulischen Richtantriebe liegt in Abhängigkeit von der Betriebsart die Richtgeschwindigkeit nach der Höhe bei maximal 55 bis 65°/s und nach der Seite bei 65 bis 75°/s. Damit ist auch die Bekämpfung schnell- und tieffliegender Ziele auf kurze Entfernungen möglich. Die Leistungsfähigkeit der Richtantriebe beschränkt die Neigung des Flakpanzers beim Waffeneinsatz auf 10°, während der Fahrt sind ansonsten Neigungen von bis zu 20° zulässig. Die Abfeuerung der Waffen erfolgt elektrisch. Beim Feuer aus allen vier Waffen ergibt sich die größte Trefferwahrscheinlichkeit, deshalb wird es gegen überraschend auftauchende sowie schnell- und tieffliegende Ziele eingesetzt. Beim Schießen mit zwei Waffen konnten entweder die oberen oder die unteren Waffen eingesetzt werden.
Links und rechts neben der Waffenanlage befinden sich die Munitionsbunker. Die Munition, insgesamt 2000 Schuss, wird den Waffen mit Gurten zugeführt. Zum Einsatz kommen im Verhältnis von 3 zu 1 gemischt Splittersprenggranaten und Panzerbrandgranaten. Die Splittersprenggeschosse werden in der Ausführung mit (ОФЗТ) oder ohne (ОФЗ) Leuchtspur eingesetzt, die Panzerbrandgranaten nur mit Leuchtspur (БЗТ). Die Leuchtspur soll gerade in den optischen Betriebsverfahren ein Beobachten der Lage der Schüsse im Ziel und gegebenenfalls eine Korrektur ermöglichen. Die Granatpatronen haben ein Gewicht von je 450 g, die Mündungsgeschwindigkeit liegt bei 900 bis 1000 m/s. Die Wirkung gegen Luftziele ergibt sich durch die Geschosswolke, die durch die hohe Kadenz und die Streuung der Waffen entsteht. Die Panzerbrandgranaten durchschlagen auf eine Entfernung von 500 m eine Panzerung von 25 mm Stärke, auf 1000 m Entfernung noch 10 mm. Kadenz und Wirkung im Ziel ermöglichen den Einsatz der ZSU-23-4 auch gegen nicht oder nur leichtgepanzerte Ziele am Boden. Daher war der Einsatz auch in Konflikten wie in Afghanistan und Tschetschenien zu beobachten, bei denen eine Bedrohung durch feindliche Luftfahrzeuge nicht gegeben war.

#### Feuerleitanlage

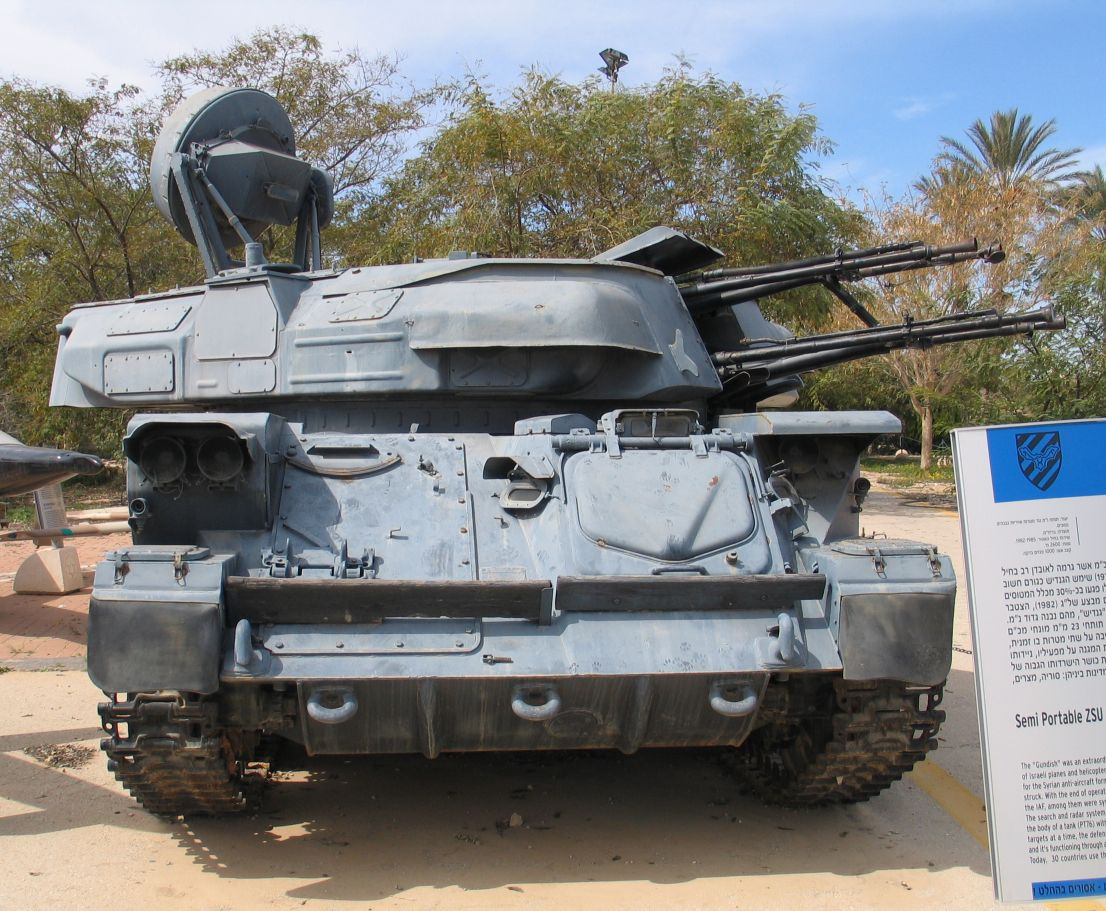
ZSU-23-4, Turm geschwenkt. Zu erkennen ist die Abdeckung der Waffenanlage durch eine Panzerplatte von oben, ebenfalls die Nachtsichtanlage links im Bild über der Kettenabdeckung.

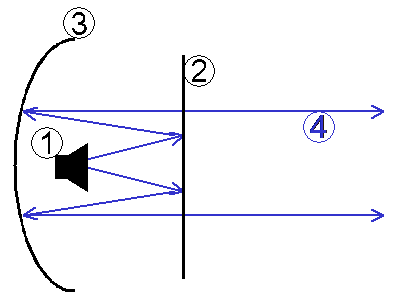
Schema des Aufbaus der Antennenanlage der Radarstation 1RL33.
1 – Erreger
2 – Sekundärreflektor mit Polarisationsfilter
3 – Primärreflektor
4 – abgestrahlte elektromagnetische Welle
Darstellung für Sendebetrieb

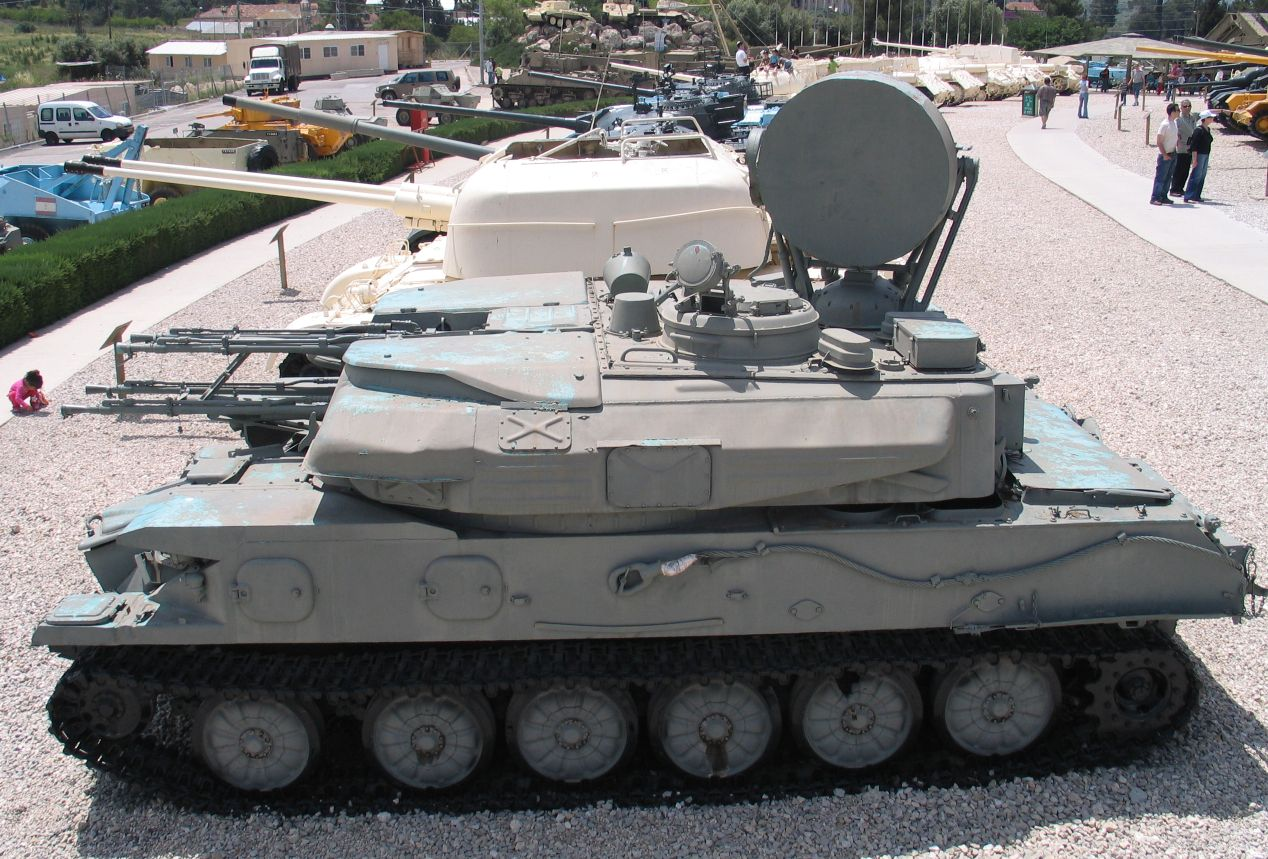
Zu erkennen sind hier die beiden großen Luken zur Abdeckung der Munitionsbunker und die Antennenanlage. Unmittelbar vor den Luken der Besatzung, im Bild links, befinden sich die Visierköpfe. Der im Bild vordere Kopf ist abgedeckt, beim hinteren ist die Abdeckung aufgeklappt.

Die Feuerleitanlage wird als радиолокационно-приборный комплекс, sinngemäß übersetzt Radargerätekomplex, bezeichnet. Ein derartiger Komplex fasst in sowjetischen Militärfahrzeugen Systeme zur Aufklärung und Feuerleitung zusammen. In der ZSU-23-4 kommt der RPK-2 (РПК-2) zum Einsatz. Er besteht aus
- der Radarstation 1Rl33 (1РЛ33) bzw. einer ihrer Modifikationen
- dem Rechengerät (СРП) 1A7
- der optischen Visieranlage
- dem Stabilisierungssystem GAG

Untergebracht ist der RPK im hinteren Teil des Turmes, in dem auch die Besatzung (außer dem Fahrer) Platz findet. Die Besatzung besteht aus dem Kommandanten und zwei Funkortern.

##### Radarstation 1RL33
Die Radarstation 1RL33 dient zur Aufklärung des Luftraumes, der Begleitung des Zieles und Ermittlung der Zielkoordinaten. Bedingt durch die Entwicklung vor 1960 ist sie mit Elektronenröhren aufgebaut, in späteren Modifikationen kamen teilweise transistorisierte Baugruppen zum Einsatz. Um eine ausreichende Winkelgenauigkeit bei vertretbaren Abmessungen der Antennenanlage zu erreichen, arbeitet sie im Ku-Band mit einer Frequenz im Bereich von 16 GHz. Im Sender wird ein Magnetron verwendet. Zum Schutz gegen passive Radarstörungen besitzt der Flakpanzer ein System zur Selektion beweglicher Ziele (SBZ), das mit Potenzialspeicherröhren arbeitete. Das System verfügt über die Möglichkeit zur Windkompensation. Der Einbau eines Freund-Feind-Kennungssystems vom Typ 1RL251 war vorbereitet, jedoch wurden die für den Export vorgesehenen Flakpanzer, so auch die der NVA, nicht mit diesem System ausgerüstet.
Die Antenne der Radarstation wird in Marschlage nach hinten abgeklappt. Die Parabolantenne nutzt die Polarisation elektromagnetischer Wellen aus. Dabei wird eine vertikal polarisierte elektromagnetische Welle vom Erreger in Richtung des vertikal orientierten Sekundärreflektors mit Polarisationsfilter gestrahlt. Der Sekundärreflektor reflektiert die Welle in Richtung des Primärreflektors, also des eigentlichen Parabolspiegels. Vom Parabolspiegel wird die Welle wieder in Richtung Sekundärreflektor gestrahlt, dabei wird die Polarisation von vertikal auf horizontal gedreht. Da der Sekundärreflektor jedoch als Polarisationsfilter ausgelegt ist, kann die nun horizontal polarisierte Welle ihn ungehindert passieren. Diese Auslegung ermöglicht bei kleinen Abmessungen einen im Vergleich zu herkömmlichen Parabolantennen hohen Antennengewinn und die Realisierung des für die automatische Zielbegleitung erforderlichen kleinen Öffnungswinkel des Richtdiagramms, dieser liegt hier bei 1°. Im Gegensatz zur herkömmlichen Cassegrain-Antenne haben Primär- und Sekundärreflektor fast den gleichen Durchmesser, was den Antennengewinn nochmals erhöht. Außerdem wird die unerwünschte Abschattung des Primärreflektors durch den Sekundärreflektor vermieden. Sowohl für den Suchbetrieb als auch für die Zielbegleitung wird die gleiche Antenne genutzt, jedoch wird der Strahler, der die Antenne speist, umgeschaltet. Um den Versatz des Strahlers beim Umschalten von Such- auf Zielbegleitbetrieb auszugleichen, wird die Antenne um einen definierten Wert seitlich geschwenkt. Die Antenne wird – unabhängig vom Turm – mit Hilfe elektrischer Antriebe gerichtet. Der Seitenrichtbereich ist unbeschränkt, der Höhenrichtbereich liegt zwischen −2° und 87°.
Die Radarstation kann in mehreren Betriebsarten arbeiten. Im Rundumsuchbetrieb wird die Antenne mit einer Geschwindigkeit von 20°/s, das entspricht 3,3 Umdrehungen je Minute, gedreht. Der Höhenwinkel wird dabei automatisch von 0 bis 15° ausgelenkt. Bei der beschleunigten Rundumsuche ist der Höhenwinkel fest eingestellt, jedoch auf zwei verschiedene Werte umschaltbar. Für die automatische Sektorsuche kann ein veränderlicher seitlicher Suchbereich von 30 bis 70° Breite eingestellt werden, nach der Höhe wird ein Bereich von 45° abgesucht. Alternativ kann die Sektorsuche auch von Hand durchgeführt werden. Die Luftlage wird dem Funkorter 1, in der NVA als Oberfunkorter bezeichnet, auf einem Rundsichtgerät dargestellt. Im Zielbegleitbetrieb wird das aufgefasste Luftziel automatisch begleitet und die Entfernung zum Ziel ermittelt. Die Entfernungsauflösung liegt bei 75 m, die Genauigkeit der Entfernungsermittlung bei 10 m, die Genauigkeit der Winkelkoordinaten liegt deutlich unter einem Grad. Die Entfernung zum Luftziel wird dem Funkorter 2 auf einem Entfernungssichtgerät angezeigt. Um ein Luftziel automatisch zu begleiten und die Angaben für das Rechengerät zu bestimmen, muss es zunächst manuell begleitet und auf den Sichtgeräten manuell durch Marken abgedeckt werden, bevor auf automatische Zielbegleitung umgeschaltet werden kann. Für das Auffassen und Begleiten benötigt ein geübter Funkorter 3 bis 5,5 s.
Im automatischen Rundumsuchbetrieb kann, durch das schmale Richtdiagramm bedingt, nur ein begrenzter Höhenbereich durchsucht werden. Eine zuverlässige Entdeckung von Luftzielen in allen Höhenbereichen mit nur einer ZSU-23-4 ist damit nicht möglich. Daher müssen zur lückenlosen Überwachung des Luftraumes die Radarstationen aller Fla-Sfl der Batterie eingesetzt werden. Die fehlende Möglichkeit zur Datenübertragung schränkt jedoch die Darstellung der Luftlage für die Fla-Sfl und den Batteriechef ein.

##### Visieranlage
Die optische Visieranlage ermöglicht eine Aufklärung und Zielbegleitung ohne Abstrahlung elektromagnetischer Wellen. Sie besteht aus zwei Visieren, deren Köpfe bei Nichtgebrauch durch Panzerkappen abgedeckt werden. Ein Visier wird automatisch achsparallel zur Waffenanlage geschwenkt, dazu ist das Visier über Gestänge mit der Rohrwiege verbunden, das andere zur Antenne. Zur manuellen Entfernungsermittlung verfügt das Visier über eine Strichplatte.

##### Rechengerät 1A7
Das Rechengerät 1A7 ist ein Analogrechner, der größtenteils mit Drehmeldern und Resolvern aufgebaut ist. Der Vorteil dieser Auslegung lag in der zum Entwicklungszeitpunkt wesentlich höheren Arbeitsgeschwindigkeit von Analogrechnern im Vergleich zu digitalen Computern und in der einfachen Umsetzung der zu lösenden Differentialgleichungen durch rotierende elektrische Maschinen. Im Rechengerät werden aufgrund der von der Radaranlage bereitgestellten Informationen zum Ziel der Vorhaltepunkt und die Richtwerte für die Waffen berechnet. Alternativ können Angaben zu den Zielkoordinaten auch von der Visieranlage bereitgestellt werden. Gleichzeitig wird laufend berechnet, ob sich das Ziel in Abhängigkeit von Kurs, Geschwindigkeit und Entfernung in der Wirkungszone der ZSU-23-4 befindet. Das Rechengerät berücksichtigt bei der Berechnung automatisch die Neigung des Panzers und die Turmstellung. Weitere Werte, wie zum Beispiel die Treibladungstemperatur oder der Grad der Abnutzung der Rohrwaffen, müssen manuell eingestellt werden. Für Luftziele, die mit Geschwindigkeiten über 450 m/s oder höher als 1500 m fliegen, kann das Rechengerät keine Werte ermitteln. Wenn sich das Luftziel in der Wirkungszone befindet, wird dies der Besatzung angezeigt. Das Rechengerät benötigt zur Berechnung der Richtwerte zwischen 4 und 5,5 s.

##### Arbeitsverfahren
Grundsätzlich ermöglicht der Gerätekomplex fünf sogenannte Betriebsarten, die als Arbeitsverfahren bezeichnet wurden.
Im Arbeitsverfahren 1 wurde das Ziel automatisch begleitet und Höhen- und Seitenwinkel sowie Entfernung kontinuierlich an das Rechengerät übermittelt. Die Waffen werden automatisch auf den Vorhaltepunkt gerichtet.
Im Arbeitsverfahren 2 strahlt das Radargerät nicht ab. Durch den Funkorter wird das Ziel optisch begleitet, die Höhen- und Seitenwinkel werden automatisch an das Rechengerät übermittelt, die Entfernung muss mittels Strichplatte im Visier ermittelt und von Hand eingegeben werden.
Im Arbeitsverfahren 3 strahlt das Radargerät ebenfalls nicht ab. Das Rechengerät ermittelt anhand der gespeicherten Werte fortlaufend weiter den Vorhaltepunkt. Dieses Arbeitsverfahren konnte maximal für zehn Sekunden genutzt werden, vorher war ein Betrieb in den Verfahren 1 oder 2 von mindestens zehn Sekunden Dauer erforderlich.
Im Arbeitsverfahren 4 strahlt das Radargerät ebenfalls nicht ab. Der Vorhaltepunkt wird mit Hilfe einer Ringvisierplatte im Visier 2 ermittelt, das mit der Waffenanlage gekoppelt ist.
Beim Arbeitsverfahren 5 zum Schießen auf Erdziele kommt eine Entfernungsstrichplatte im Visier 2 zur Anwendung, ansonsten gleicht es dem Verfahren 4.
Zusätzlich kann noch das sogenannte Kommandantenrichtgerät eingesetzt werden. Dabei handelt es sich um ein Reflexvisier, das an der Turmluke des Kommandanten angebaut wird. Über das Kommandantenrichtgerät können die Richtantriebe direkt angesteuert werden. Durch die Koppelung von Visieren, Antennenanlage und Waffen ist damit eine Zielzuweisung des Kommandanten an die Funkorter möglich.
Die größte Genauigkeit und damit Trefferwahrscheinlichkeit wird im Arbeitsverfahren 1 erreicht. Ein schneller Zielwechsel ist in diesem Verfahren jedoch nicht möglich, da zur Bekämpfung eines Ziels insgesamt rund 11 s benötigt werden. Daher werden weitere sowie überraschend auftauchende Ziele im Arbeitsverfahren 4 bekämpft. Nachteilig ist im Arbeitsverfahren 1 weiterhin die Abstrahlung des Radargerätes, welche die Aufklärung, Störung und Bekämpfung durch den Gegner erleichtert. Obwohl die Feuerleitanlage gegenüber dem Vorgänger ZSU-57-2 einen großen Fortschritt darstellte, genügte sie ab Anfang der 1980er-Jahre nicht mehr allen Anforderungen – die Möglichkeiten zur Aufklärung und zur Bekämpfung schnell manövrierender Ziele waren zu eingeschränkt.

### Modifikationen

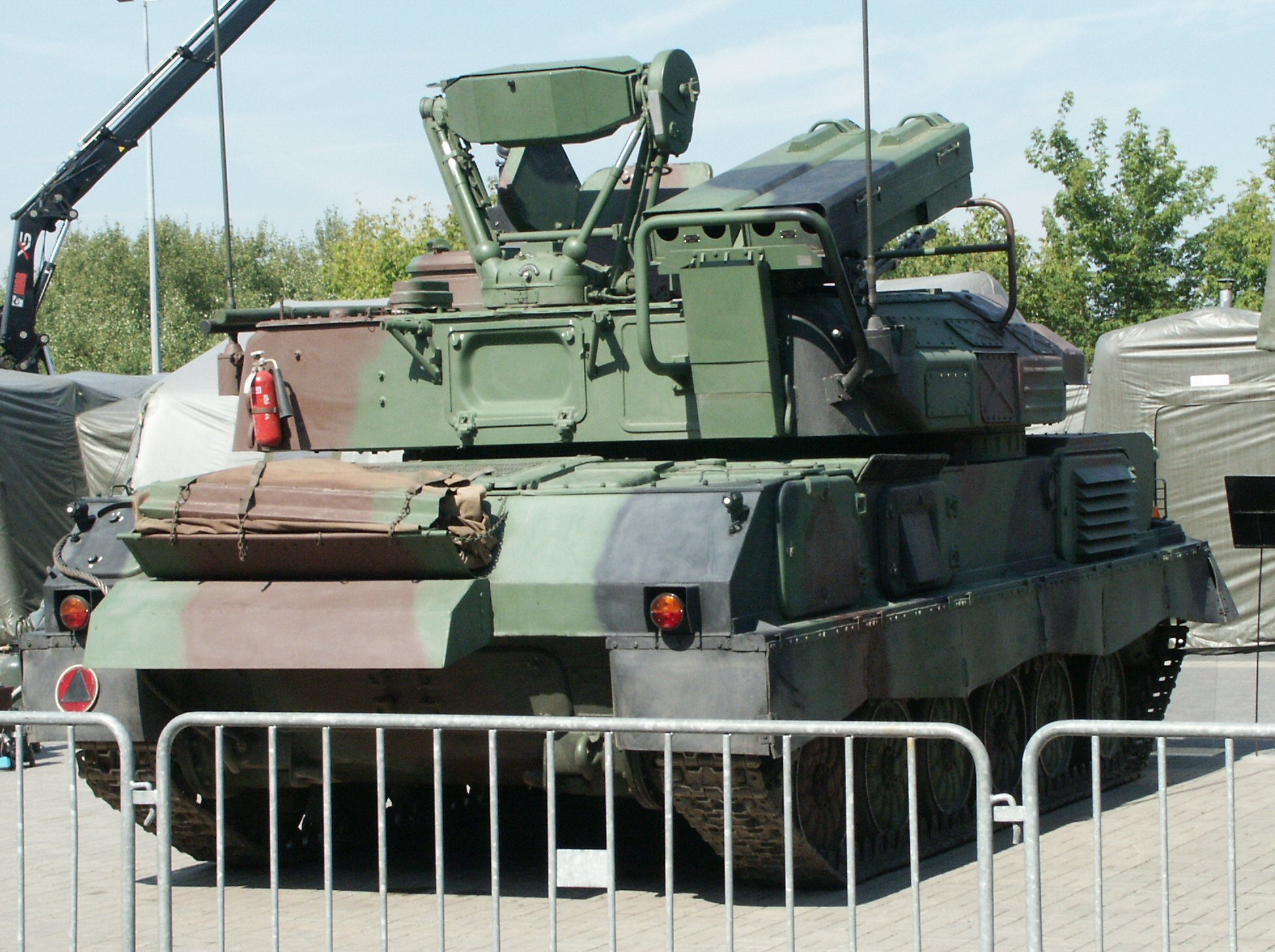
ZSU-23-4MP Biała. Die Zielerfassungsoptik sitzt anstelle der Radarantenne auf dem dreh- und nach hinten abklappbaren Antennenträger. Rechts im Bild neben der Zielerfassungsoptik der Vierfachstarter für die Fla-Raketen.

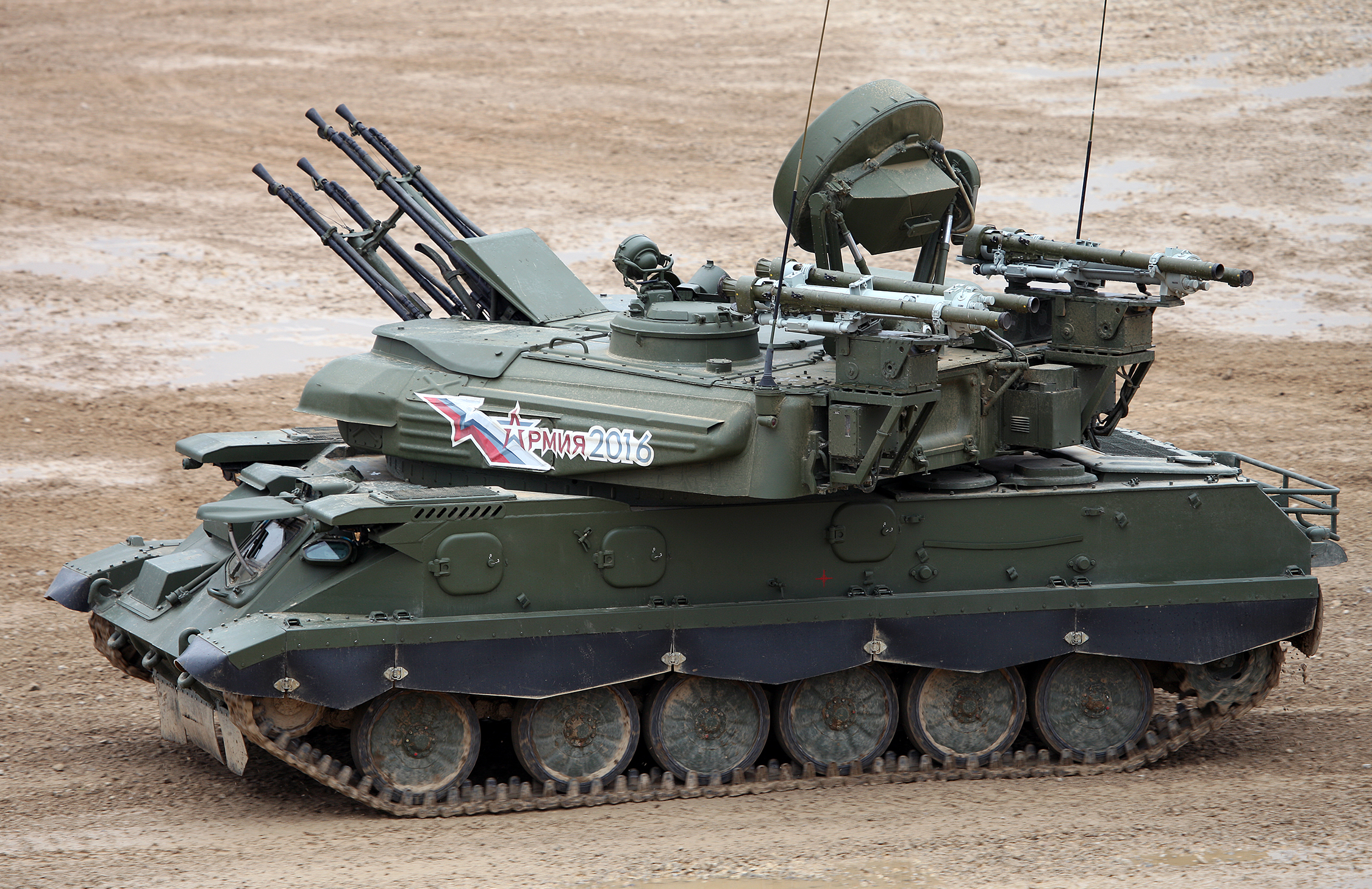
Russische Schilka M4, 2016

Aufgrund der langen Bauzeit wurde die ZSU-23-4 in verschiedenen Modifikationen hergestellt. Bekannt sind die Modifikationen 0, W, W1 und M. Äußerlich sind die Modifikationen nur an der Anordnung der Luken und Wartungsöffnungen an Turm und Fahrgestell zu unterscheiden. Bei der Modifikation M werden die Waffen außerdem von oben teilweise durch eine bewegliche Panzerplatte abgedeckt. Aufbau und Eigenschaften einzelner Baugruppen unterschieden sich jedoch teilweise erheblich.
Bei der in Afghanistan eingesetzten Version M2 wurde die Feuerleitanlage ausgebaut. Der gewonnene Platz wurde für die Vergrößerung der Munitionsbunker genutzt.
Bereits ab den 1980er-Jahren zeigten sich konzeptionelle Mängel des Waffensystems. Mit dem zunehmenden Übergang zu abstandsfähigen Waffen reichte die Reichweite der 23-mm-Kanonen nicht mehr aus. Die ZSU-23-4 konnte durch Kampfhubschrauber mit Panzerabwehrlenkraketen bekämpft werden, die sich außerhalb der Reichweite des Flakpanzers befanden. Aufgrund der technisch bedingten Reaktionszeiten war ein schneller Zielwechsel bei Nutzung des Aufklärungsradars nicht möglich. Die Bekämpfung von nur kurzzeitig auftauchenden Zielen war nur schwer möglich. Dies fiel insofern ins Gewicht, als die NATO ab Mitte der 1980er-Jahre Kampfhubschrauber und Flugzeuge mit präzisionsgelenkter Munition und Waffensystemen einführte, die nach dem Fire-and-Forget-Prinzip arbeiteten. Mangelhaft waren sowohl die fehlende Einbeziehung in einen automatisierten Führungsverbund als auch die durch die Radarabstrahlung bedingte relativ hohe Aufklärbarkeit und Störbarkeit der ZSU-23-4.
Bereits vor 1990 wurden Überlegungen zur Modernisierung der ZSU-23-4 angestellt. Die konzeptionell als Nachfolger gesehenen Systeme wurden durch die Sowjetunion erst 1989 für den Export freigegeben, die Entwicklung einer modernen Fla-Sfl Promet mit 30-mm-Kanonen in der VR Polen wurde 1988 zunächst eingestellt. Die unzureichenden Fähigkeiten zur Flugabwehr im Nahbereich wurden verschiedentlich konstatiert, die grundsätzlich geplante Modernisierung des Waffensystems erfolgte aufgrund der politischen Änderungen 1989/90 jedoch nicht mehr. Da die ZSU-23-4 auch noch nach 1990 von zahlreichen Armeen genutzt wurde, gab es zahlreiche Versuche zur Modifikation des Waffensystems. Ziele waren vor allem eine Erhöhung der Wirkungsreichweite und der Störfestigkeit, ohne die positiven Eigenschaften des Waffensystems aufzugeben. Mittlerweile existieren zahlreiche Fotos, welche die Anbringung von infrarotgelenkten Fla-Raketen sowjetischer Bauart zeigen. Inwieweit es sich dabei um serienmäßige Umbauten handelt und ob diese tatsächlich funktionsfähig sind, kann anhand der Fotos nicht beurteilt werden.
Eine tiefgreifende Modernisierung stellt die ZSU-23-4MP Biała dar. Neben den 23-mm-Kanonen kommen auch hier infrarotgelenkte Fla-Raketen Grom, ein Derivat der sowjetischen 9K38 Igla, zum Einsatz. Auf ein aktives Radarsystem wurde vollständig verzichtet, die Zielerfassung und -begleitung erfolgt rein optisch. Der Analogrechner wurde durch einen digitalen Computer ersetzt. Durch die Verwendung neuer Munition soll die Reichweite der 23-mm-Kanonen um 0,5 bis 1 km gesteigert worden sein. Polen beschafft ungefähr 70 Exemplare, da die mittlerweile produzierte PZA Loara zu kostenintensiv ist.
Bei der ZSU-23-4M4 handelt es sich um eine modernisierte Variante für Vietnam. Diese ist mit insgesamt vier paarweise angeordneten „Igla“-Luftabwehrsystemen auf jeder Seite des Turms und mit 81-mm-Rauchbehälterwerfern, Laser-Emissionssensoren, elektro-optischen Sichtgeräten und einem verbesserten Waffenradarsystem ausgestattet ist. Diese Umrüstung wurde erstmals auf der MAKS-99-Ausstellung in Schukowski gezeigt und von den Unternehmen Minotor Service Enterprise und Peleng Joint Stock Company aus der Republik Belarus sowie dem russischen Werk Uljanowsk Mechanical Plant durchgeführt.

## Einsatz

### Einsatzgrundsätze

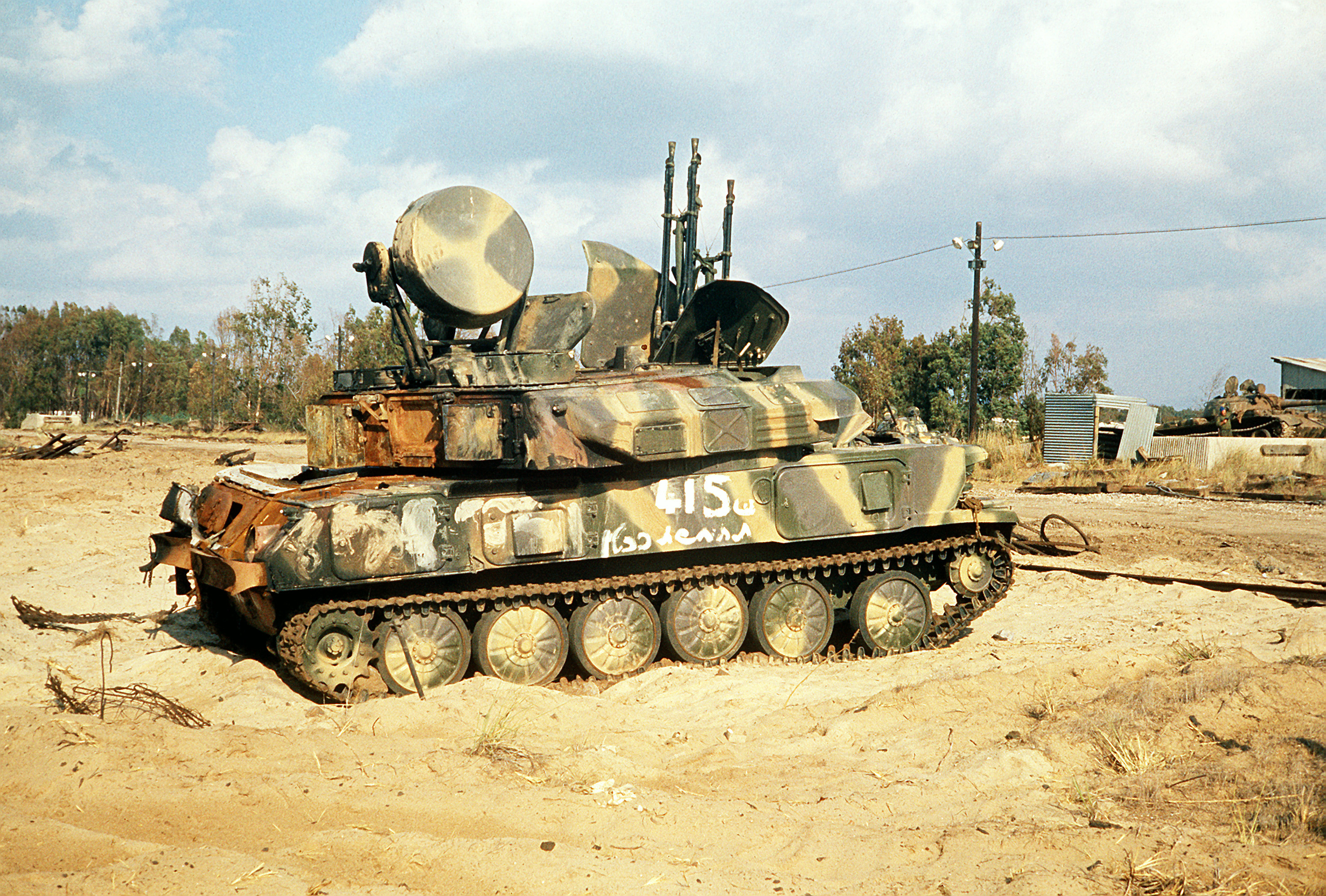
ZSU-23-4 mit Antenne in Gefechtslage, Abdeckungen für Munitionsbunker sind geöffnet.

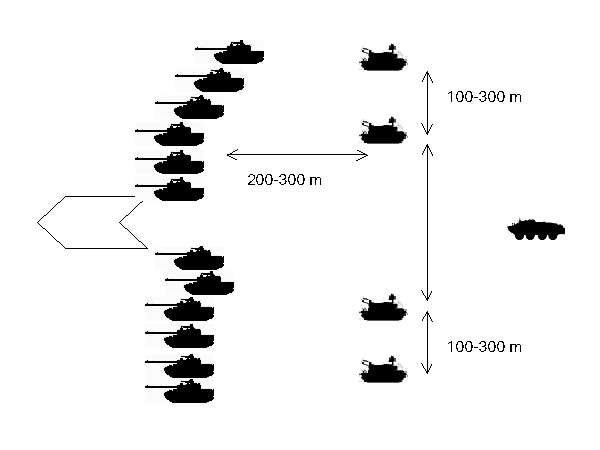
Gefechtsordnung „Linie der Gefechtsfahrzeuge“

Die ZSU-23-4 war ursprünglich zum Schutz von motorisierten Verbänden vorgesehen. In der Struktur der Sowjetarmee, die ab Anfang 1968 auch von koalierten Armeen übernommen wurde, besaß jedes motorisierte Schützen- bzw. Panzerregiment eine Fla-Sfl-Batterie mit vier Flakpanzern. Die Batterie war in zwei Feuerzüge zu je zwei Flakpanzern gegliedert, hinzu kam ein Batterieführungsfahrzeug für den Batteriechef, im Regelfall ein PU-12 auf Basis des BTR-60 oder seiner Nachfolger. Zum Bestand der Batterie gehörte weiterhin eine technische Teileinheit, die Fahrzeuge zum Transport von Munition, Werkzeugen, Ersatzteilen und Zubehör sowie eine fahrbare Werkstatt zur Prüfung und Instandsetzung der Flakpanzer besaß.
Eingesetzt wurde die ZSU-23-4 zur Abwehr feindlicher Luftfahrzeuge in allen Gefechtsarten sowie auf dem Marsch. Der Flakpanzer konnte dabei sowohl Aufklärung als auch Feuer sowohl aus der Bewegung als auch aus dem kurzen Halt führen. Aufgrund der beschränkten Reichweite der Waffen konnte der Einsatzraum bzw. das Marschband des Regimentes nicht vollständig abgedeckt werden, daher war die Bildung von Schwerpunkten nötig. Ergänzt wurde die Luftabwehr durch die Fla-Raketenregimenter der übergeordneten Führungsebene, im Regelfall mit den Fla-Raketensystemen 2K12 Kub bzw. 9K33 Osa ausgerüstet, den tragbaren Flugabwehrraketensystemen wie 9K32 Strela und deren Nachfolgern auf der Bataillonsebene sowie der Flugabwehrbewaffnung der Gefechtsfahrzeuge. Eine Einbeziehung der ZSU-23-4 in den Führungs- und Aufklärungsverbund war jedoch aufgrund der technischen Einschränkungen nicht möglich.
Für den Einsatz im Rahmen der Batterie waren mehrere Gefechtsordnungen möglich. Bei Einnahme der Linie der Gefechtsfahrzeuge befanden sich die ZSU paarweise etwa 200 bis 300 m hinter den in vorderster Linie handelnden Gefechtsfahrzeugen. Der Abstand zwischen den Paaren betrug bis zu 2000 m, zwischen den Fla-Sfl im Paar 100 bis 300 m. Die Gefechtsordnung Zwei Linien der Gefechtsfahrzeuge konnte in verschiedenen Varianten eingenommen werden, dabei handelten die Paare direkt oder versetzt hintereinander. Diese Gefechtsordnung wurde auch beim Bilden von Hinterhalten an den vermuteten An- und Abflugstrecken der feindlichen Luftfahrzeuge eingenommen. Eine taktische Besonderheit war die in der NVA vorgesehene Wandereinheit. Sie entstand als Reaktion auf die verbesserten Aufklärungs- und Störmöglichkeiten der NATO. Dabei sollte eine ZSU-23-4 ständig den Platz in der Gefechtsordnung des Regimentes wechseln und so das Vorhandensein einer Batterie vortäuschen, während sich die Fla-Artilleriebatterie weiter hinter den eigenen Truppen befand oder einen Hinterhalt an anderer Stelle bildete. Beim Marsch wurde die Gefechtsordnung Kolonne eingenommen. Die Zugkolonne, bei der sich beide Fla-Sfl-Züge parallel bewegten, wurde vorrangig eingenommen, wenn ein Begegnungsgefecht zu erwarten war, ansonsten die Batteriekolonne. Allen Gefechtsordnungen ist gemeinsam, dass die ZSU-23-4 der Batterie weit auseinandergezogen werden mussten, um den zu schützenden Verband abzudecken, doch auch so war ein Schutz aller Kräfte und Mittel eines motorisierten Schützen- oder Panzerregimentes nicht möglich. Die geringe Konzentration verringerte die Vernichtungswahrscheinlichkeit und erschwerte die Bekämpfung gleichzeitig angreifender Ziele. Grundsätzlich soll zur Bekämpfung von Flugzeugen das Feuer aller Fla-Sfl der Batterie zusammengefasst werden, während andere Ziele auch von einem Paar ZSU-23-4 bekämpft werden können. Die Einführung von Fla-Raketensystemen wie der Strela 1 bzw. Strela 10 konnte diesen Mangel nur teilweise beheben.

#### Einsatz in der DDR

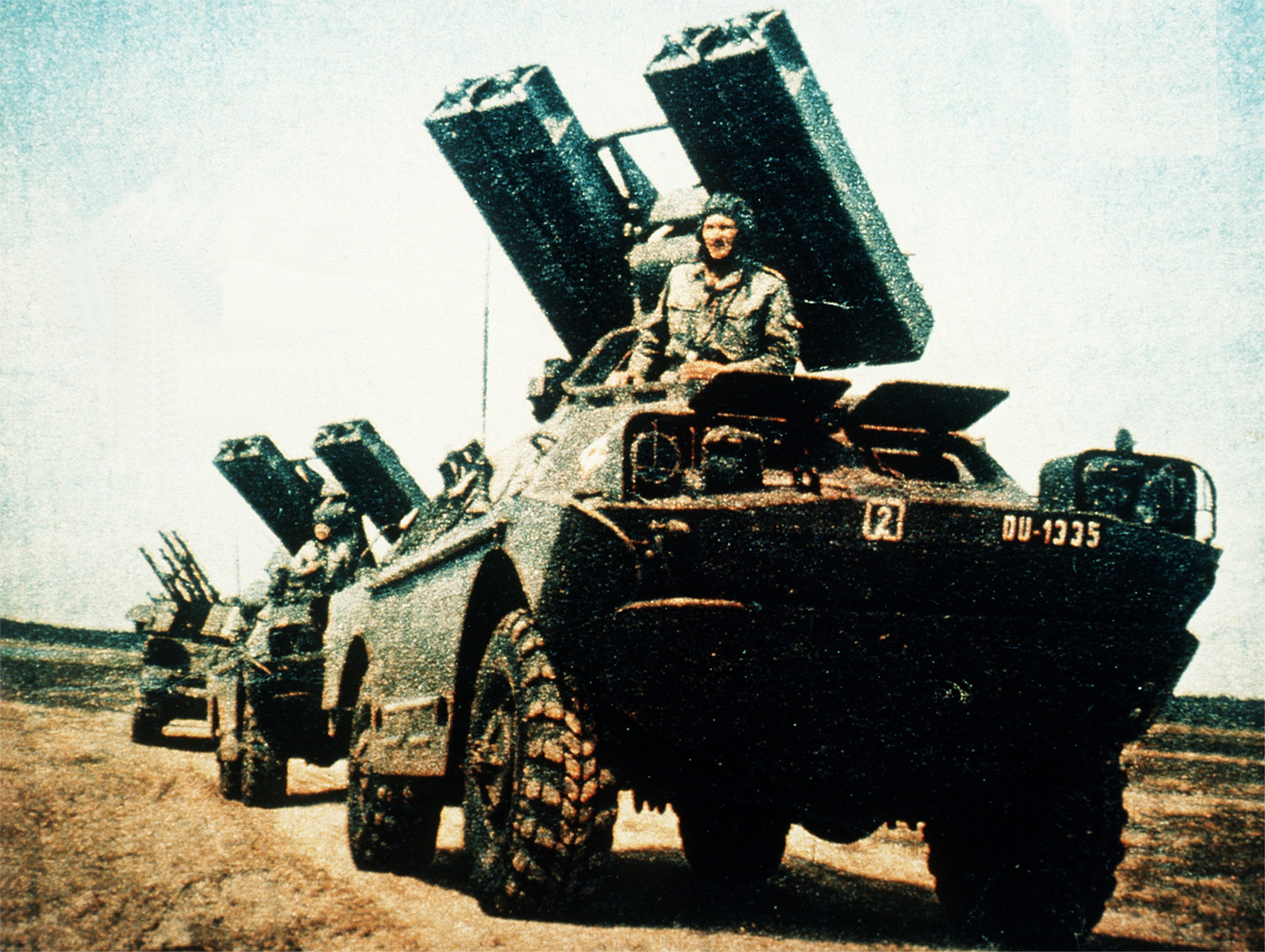
Gemischter Einsatz von ZSU-23-4 und Strela-1, hier bei der polnischen Volksarmee

Die Zuführung der ZSU-23-4 für die Nationale Volksarmee der DDR, dort Fla-Sfl ZSU-23-4 genannt, begann 1968. Sie sollte die mittlerweile veraltete Fla-Sfl ZU-57-2 in den Panzerregimentern und 14,5-mm-Fla-MG ZPU-4 und die 23-mm-Flugabwehrkanone SU-23 in den motorisierten Schützenregimentern ablösen. Damit stand in der NVA auf Regimentsebene erstmals ein Flugabwehrwaffensystem mit der Möglichkeit zur elektronischen Aufklärung zur Verfügung. In den motorisierten Schützenregimentern erhöhten sich Schutz und Beweglichkeit der Flugabwehreinheiten erheblich. Die Einführung war bereits ab Mitte der 1960er-Jahre vorgesehen, die Umgliederung der entsprechenden Einheiten begann bereits vor dem Zulauf der ersten Flakpanzer. Die ab Januar 1965 eingenommene Gliederung sah zunächst sechs Flakpanzer in der Batterie vor, die Struktur ab 1968 nur noch vier.
Ab 1968 wurden die Lehreinrichtungen mit dem neuen Flakpanzer in der Modifikation 0 ausgerüstet. Dadurch konnte ein Ausbildungsvorlauf geschaffen werden. Aufgrund von Lieferschwierigkeiten des Herstellers erfolgte die Auslieferung zunächst ohne Gasturbine, die später nachgerüstet wurde. Als erste Einheiten wurden die Flugabwehreinheiten der 4. und 8. motorisierten Schützendivision mit der ZSU-23-4 ausgerüstet. Als letzte Einheiten erhielten die Flugabwehreinheiten der 9. Panzerdivision ihre Flakpanzer 1975. Aufgrund des langen Auslieferungszeitraumes wurde der Flakpanzer in den Ausführungen 0, W, W1 und M an die DDR geliefert, dabei erfolgte später jedoch im Rahmen der Hauptinstandsetzung eine Umrüstung auf den Standard der Version M, soweit technisch möglich. Die Ausführung 0 wurde als Ausbildungstechnik an den Offiziers- und Unteroffiziersschulen der Landstreitkräfte zusammengezogen, teilweise erfolgte ein Umbau zum Ausbildungsgerät für den Einsatz in Lehrklassen. Insgesamt verfügte die NVA 1988 über 116 ZSU-23-4. Von diesen waren 96 Flakpanzer in den Fla-Sfl-Batterien der aktiven motorisierte Schützen- und Panzerregimentern eingesetzt, 20 weitere, also insgesamt fünf Batterien, waren für die Mobilmachungsdivisionen der NVA eingelagert oder als sogenannte Lehrgefechtstechnik für Ausbildungszwecke an Schulen eingesetzt.
Bereits 1975 beschaffte die DDR einige wenige Fla-Raketensysteme 9K31 Strela-1. Der Einsatz war in den Flugabwehrbatterien der Panzerregimenter vorgesehen. Diese Batterien wurden zu Fla-Raketen-Artilleriebatterien umstrukturiert. Eine derartige Batterie bestand aus einem Zug mit vier ZSU-23-4 und einem weiteren Zug mit Strela-1. Aufgrund der konzeptionellen Mängel der 9K31 wurden jedoch nur wenige Exemplare beschafft, so dass zunächst nur einige Panzerregimenter des Militärbezirkes III mit diesem Waffensystem ausgerüstet wurden. Eine Umrüstung der Fla-Einheiten im größeren Maßstab erfolgte erst mit dem Zulauf des Nachfolgers 9K35 Strela-10, der auch die Strela-1 aus dem Bestand der aktiven Regimenter der Landstreitkräfte weitgehend verdrängte. Auch hier bestand die Fla-Raketen-Artilleriebatterie aus einem Zug mit vier Flakpanzern und einem weiteren Zug mit vier Fla-Raketensystemen. Entgegen der ursprünglichen Planung wurden auch motorisierte Schützenregimenter mit Fla-Raketen-Artilleriebatterien ausgestattet. Im Jahr 1988 waren das Panzerregiment 8 der 8. motorisierte Schützendivision, das motorisierte Schützenregiment 18 der 11. motorisierten Schützendivision, das motorisierte Schützenregiment 7 und die Panzerregimenter 14, 15 und 16 der 7. Panzerdivision sowie das motorisierte Schützenregiment 9 und die Panzerregimenter 21, 22 und 23 der 9. Panzerdivision so aufgestellt.
Im Zuge der zu Beginn des Jahres 1989 beschlossenen einseitigen Abrüstungsmaßnahmen wurden die Panzerregimenter der motorisierten Schützendivisionen vollständig aufgelöst, während in den Panzerdivisionen ein Panzerregiment wegfiel. Damit befanden sich nur noch 72 ZSU-23-4 im aktiven Bestand, die frei werdenden 28 Flakpanzer sollten nach einer Hauptinstandsetzung für die Mobilmachungstruppenteile eingelagert werden. Dieser Plan konnte jedoch aufgrund der im Herbst 1989 eintretenden politischen Veränderungen in der DDR nicht mehr vollständig umgesetzt werden.
Während Ausbildung und Übungen an Fla-Raketensystemen der NVA mit Einsatz von Gefechtsmunition nur in der UdSSR durchgeführt werden konnten, fanden derartige Übungen und Ausbildungen der mit der ZSU-23-4 ausgerüsteten Flugabwehreinheiten auch in der DDR statt. Auf dem Flakschießplatz auf der Halbinsel Darß befand sich eine Übungsanlage, bei welcher der Einsatz des Waffensystems mit Gefechtsmunition auch gegen reale Luftziele geübt werden konnte. Die taktischen Einschränkungen, die durch den sonst üblichen Einsatz von Luftsäcken und anderen Schleppzielen bedingt waren, entfielen dabei.
Langfristig war die Ablösung der ZSU-23-4 durch die 2K22 Tunguska auch bei der NVA vorgesehen, eine konkrete Planung existierte jedoch auch 1989, als die Tunguska von der Sowjetunion für den Export freigegeben wurde, noch nicht.
Die vorhandenen Fla-Sfl wurden nach der Übernahme durch die Bundeswehr nicht weiter genutzt. Im Rahmen der NATO-Ausrüstungshilfe sollte eine größere Anzahl der ZSU-23-4 an Griechenland abgegeben werden. Im Gegensatz zur Übergabe der 9K33 der NVA an Griechenland kam jedoch dieser Plan nicht zur Ausführung. Einzelne Exemplare aus dem ehemaligen Bestand der NVA gelangten in die USA bzw. nach Israel.

### Einsatz in Kriegen und bewaffneten Konflikten

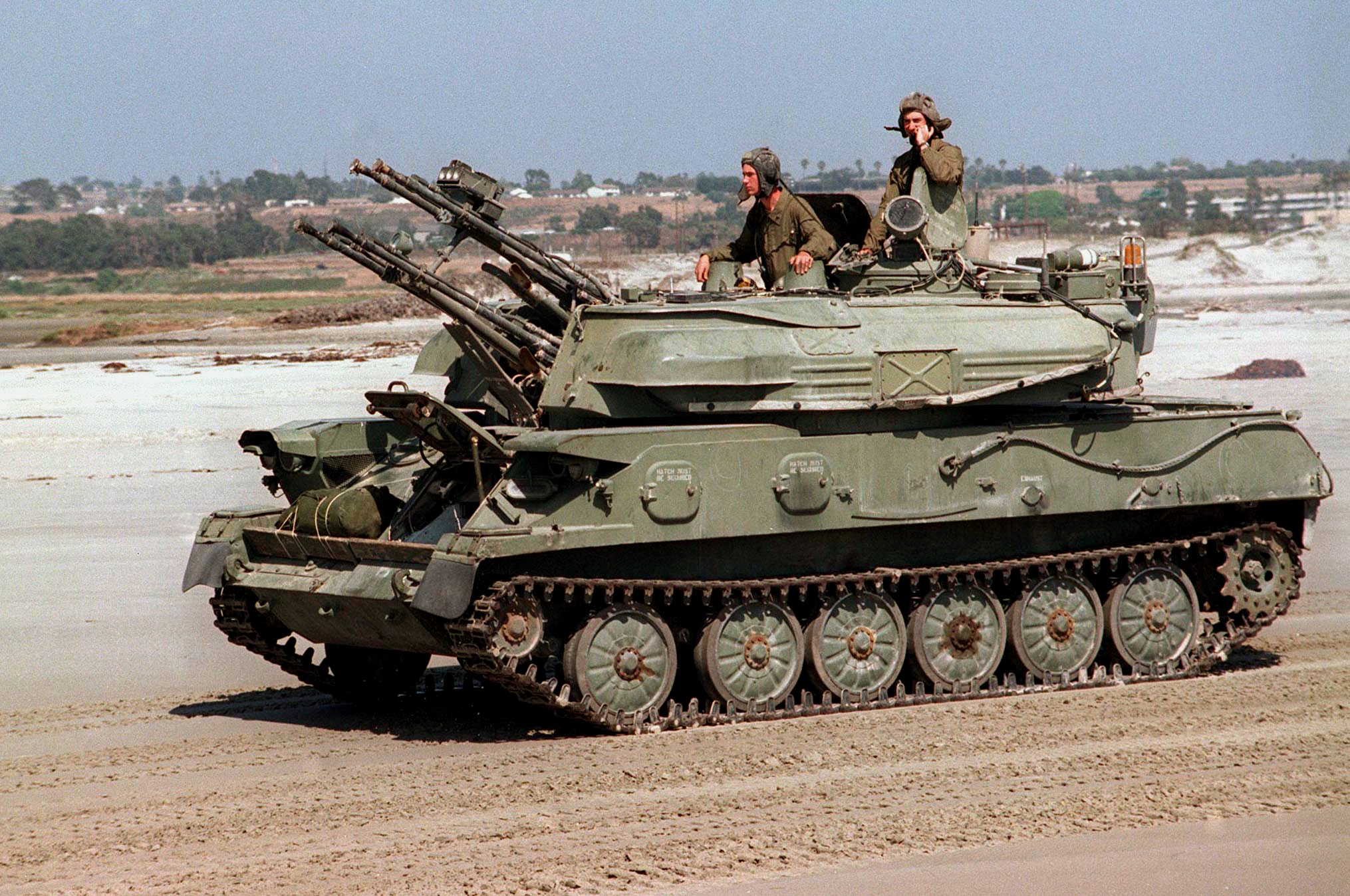
Eine zur Feinddarstellung bei der US-Army eingesetzte ZSU-23-4. In der Luke stehen Kommandant (rechts) und Funkorter 1. Die Anlage über den Waffen ist ein Laser-Imitationssystem, mit dem die Bekämpfung von Zielen simuliert wird. Auf der Kommandantenluke ist weiterhin der Infrarotscheinwerfer des Nachtsichtgerätes zu erkennen. Die Antenne ist in Marschlage abgeklappt.

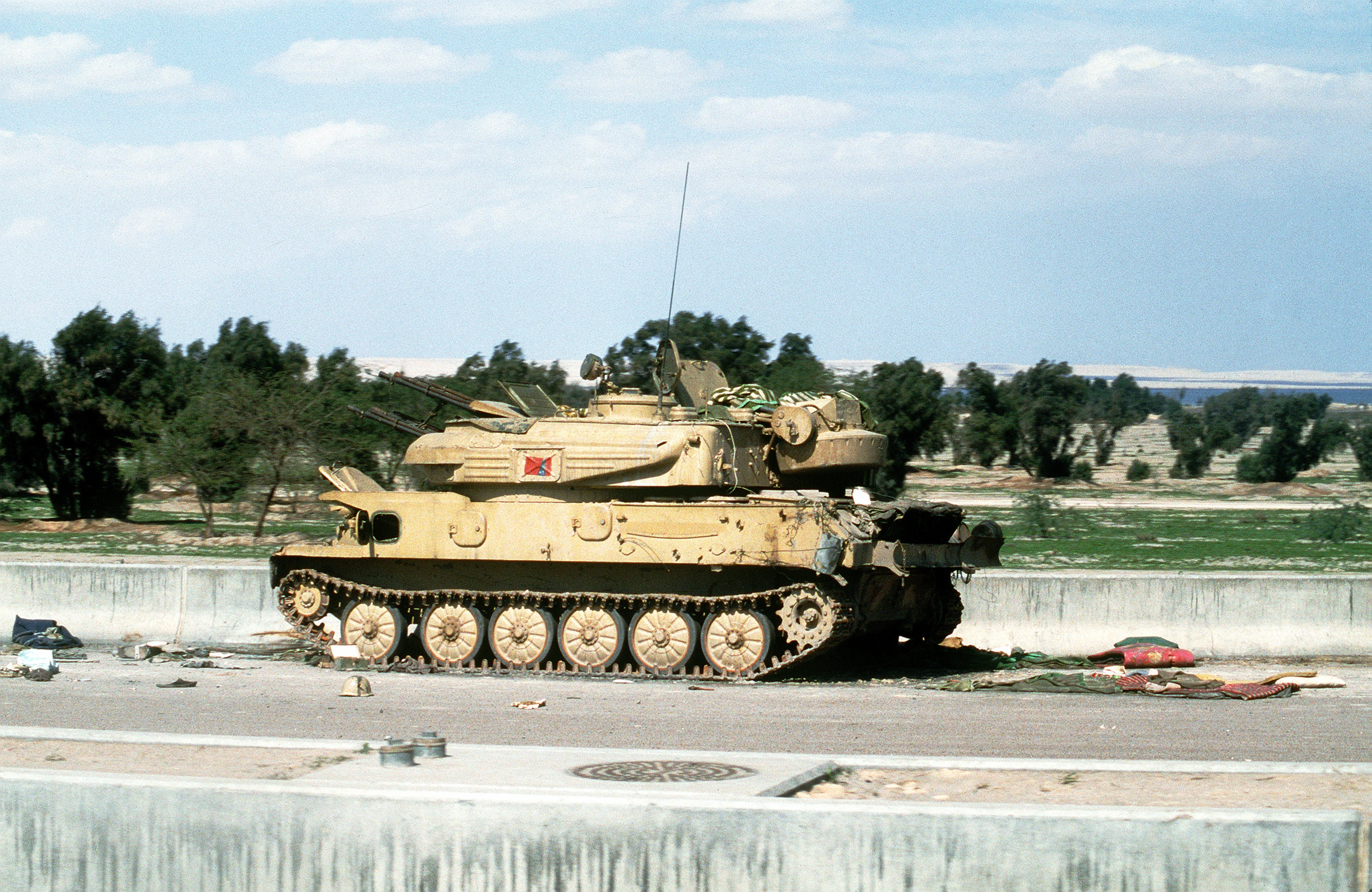
Während des Rückzuges aufgegebene irakische ZSU-23-4 an einer Marschstraße, Operation Desert Storm, 1991. Die Antenne befindet sich in Marschlage.

Der ZSU-23-4 wurde auch in großer Stückzahl exportiert. Die in den Nahen Osten und nach Vietnam gelieferten Waffen kamen dabei auch in größeren militärischen Konflikten und Kriegen zum Einsatz. Die Sowjetarmee selbst verwendete den Flakpanzer in Afghanistan, dort aber vorrangig gegen Bodenziele. Außerdem wurde die ZSU-23-4 noch in zahllosen kleineren Konflikten von verschiedenen Seiten eingesetzt. Dort wichen Einsatzgrundsätze und Gliederung der Einheiten vom sowjetischen Vorbild teilweise stark ab. Bereits während der Auseinandersetzungen im Nahen Osten in den 1970er-/1980er-Jahren, verstärkt jedoch nach 1990, gelangten einzelne Flakpanzer in die Hände westlicher NATO-Staaten. Nach der Erprobung wurden und werden sie zu Versuchszwecken und für Feinddarstellungen bei Ausbildung und Übungen genutzt.

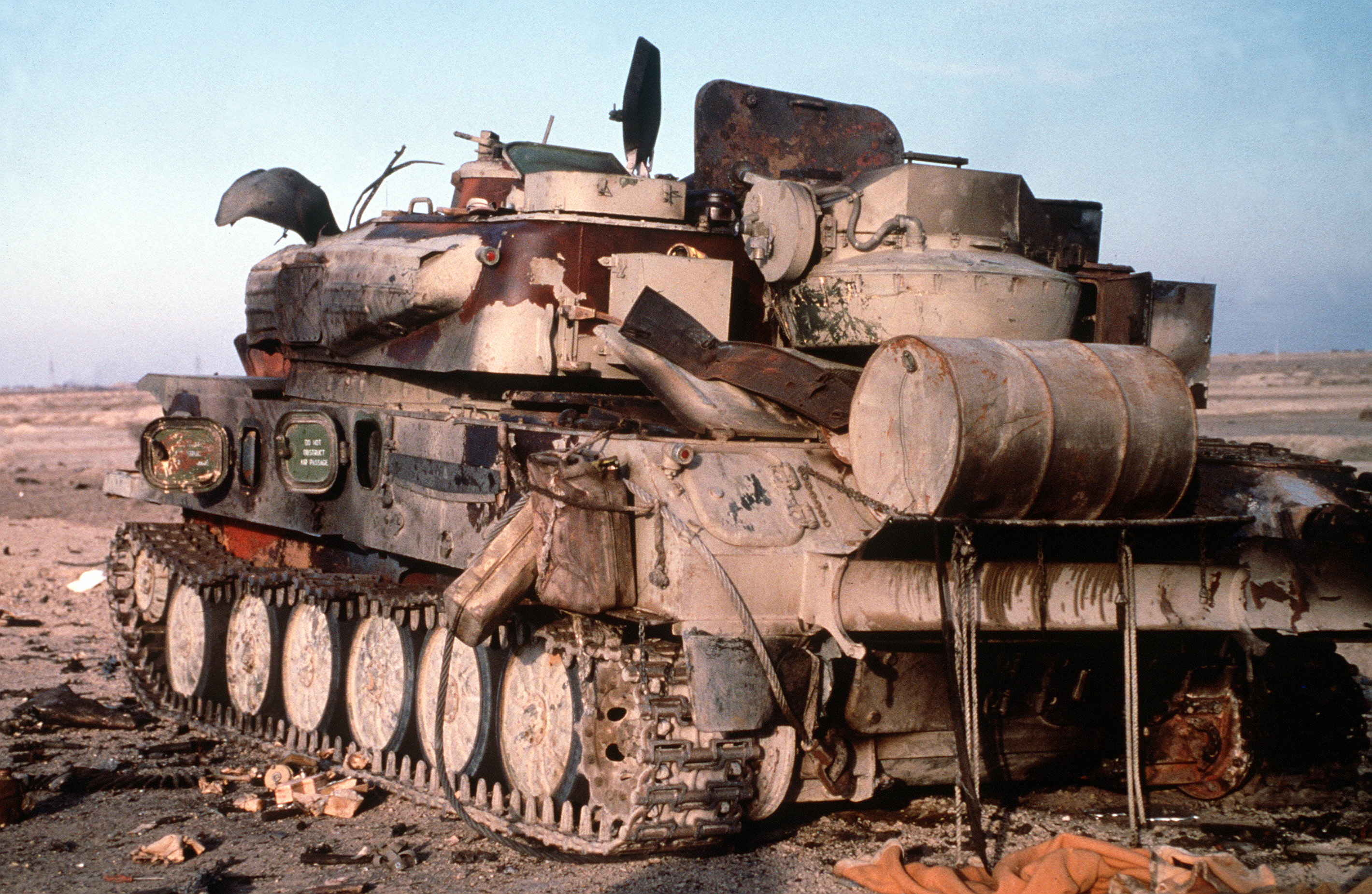
Zerstörter ZSU-23-4-Panzer während des Zweiten Golfkriegs 1991

#### Jom-Kippur-Krieg 1973
Erstmals kam die ZSU-23-4 während des Abnutzungskrieges 1968 bis 1970 auf ägyptischer Seite zum Einsatz. Ein Einsatz im größeren Maßstab erfolgte im Jom-Kippur-Krieg von 1973 auf arabischer Seite. Durch den gleichzeitigen Einsatz moderner Flugabwehrraketensysteme wie der 2K12 konnte ein nach Einsatzhöhe und Reichweite gestaffelter Schutzschirm für die eigene Truppe gebildet werden, der die Einsatzmöglichkeiten der israelischen Luftwaffe stark einschränkte. Eine Aufklärung und Störung der ZSU-23-4 war der israelischen Luftwaffe zunächst nicht möglich, da diese in einem bislang unüblichen Frequenzband arbeitete.
Als Folge des Krieges gelangten einige Flakpanzer über Israel in die USA und wurden dort zu Beschussversuchen der Flugzeuge A-10 und A-7 benutzt. Als Folge der Versuche wurden verschiedene Maßnahmen zur Erhöhung der Überlebensfähigkeit der A-10 eingeführt. Die Tatsache, dass die A-10 durch die ZSU-23-4 nicht wirksam bekämpft werden konnte, führte wiederum auf sowjetischer Seite zur Entwicklung von Fla-Waffen mit dem Kaliber 30 mm, die dann schließlich bei der 2K22 Tunguska zur Anwendung kamen.

#### Vietnam
Die Nordvietnamesische Volksarmee nutzte die ZSU-23-4 auch während des Vietnamkrieges. Hier kam sie besonders im Objektschutz und zum Schutz wichtiger Verkehrsinfrastruktur zum Einsatz, da diese durch die US-amerikanischen Luftstreitkräfte aufgrund der damaligen technischen Möglichkeiten oft im Tiefflug bekämpft wurden.

#### Libanonkrieg 1982–1983
Im Libanonkrieg wurde die ZSU-23-4 sowohl von der syrischen Armee, aber teilweise auch von libanesischen Gruppierungen eingesetzt. Insgesamt erwies sie sich, wie auch die anderen Flugabwehrsysteme auf arabischer Seite, als wenig wirksam. Die Flak- und FlaRak-Systeme wurden weitgehend stationär eingesetzt und konnten von der israelischen Luftwaffe bereits vor dem Beginn der Auseinandersetzungen aufgeklärt werden. Weiterhin hatte die israelische Luftwaffe ein taktisches Einsatzkonzept entwickelt, das den Einsatz von unbemannten Aufklärungsmitteln, elektronischen Störmaßnahmen, Zielködern und Anti-Radar-Raketen AGM-45 Shrike und AGM-78 Standard ARM kombinierte. Während der Operation Mole Cricket 19 konnte so praktisch die komplette syrische Luftabwehr zerschlagen werden.
In den nachfolgenden Auseinandersetzungen im Libanon nach dem Rückzug der israelischen Truppen konnten libanesische und syrische Streitkräfte mit der ZSU-23-4 vereinzelt gegnerische Flugzeuge beschädigen oder abschießen.

#### Afghanistan

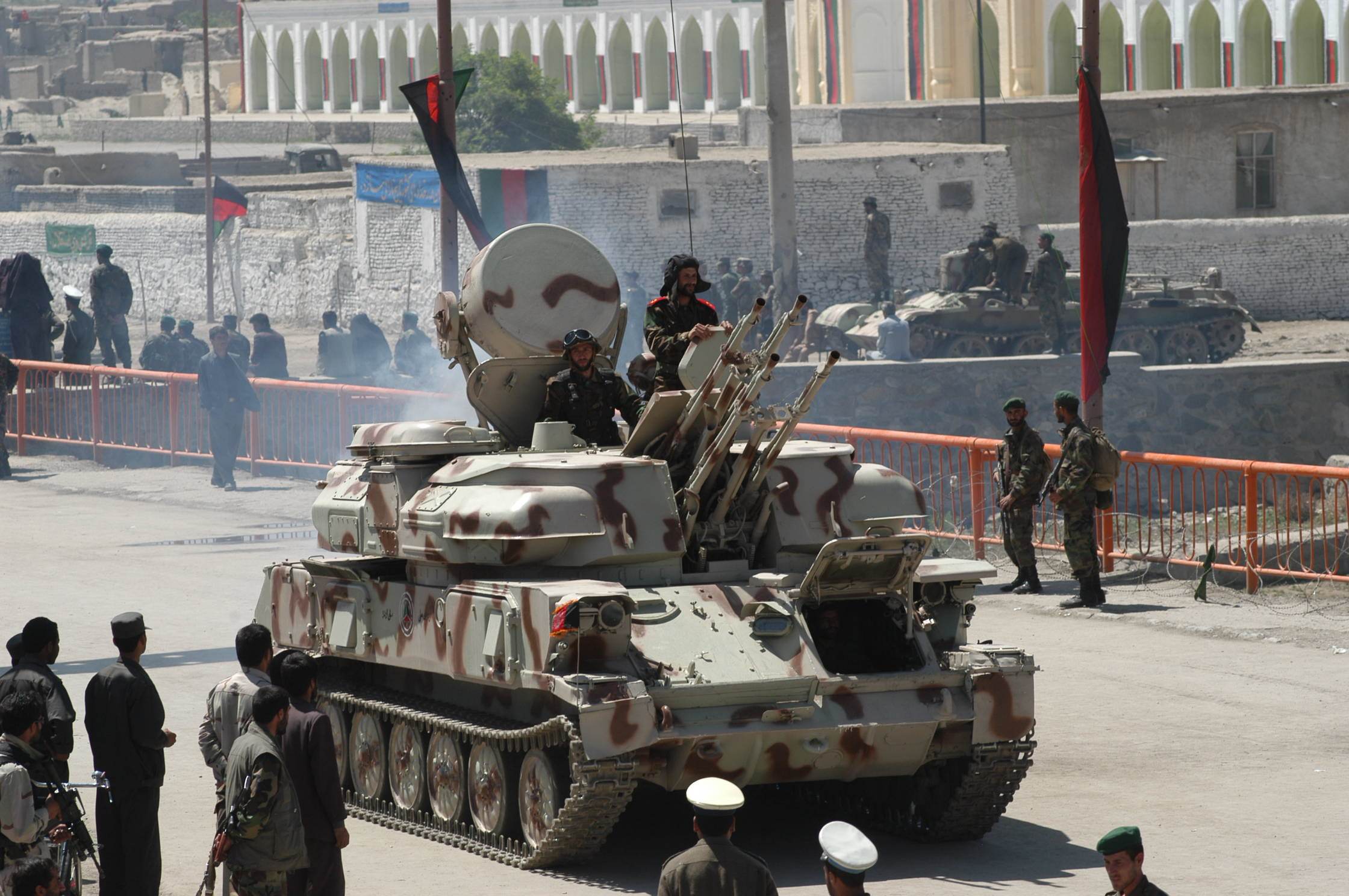
ZSU-23-4 der Afghan National Army (ANA), 2004

Die sowjetischen Truppen brachten während des Krieges in Afghanistan von 1979 bis 1989 ebenfalls die ZSU-23-4 zum Einsatz. Da eine Bedrohung aus der Luft nicht vorhanden war, wurde der Flakpanzer hier zum Kampf gegen Erdziele verwendet. Als vorteilhaft erwiesen sich Beweglichkeit und Waffenwirkung aufgrund der hohen Kadenz. Die große maximale Rohrerhöhung ermöglichte einen Einsatz in engen Gebirgstälern, in denen herkömmliche Artilleriewaffen und Gefechtsfahrzeuge aufgrund ihrer Einschränkungen nicht oder nur eingeschränkt einsetzbar waren.
Ehemals afghanische, aber auch sowjetische Flakpanzer gelangten während und nach dem Krieg auch in die Hände diverser afghanischer Gruppierungen und befinden sich teilweise dort noch heute im Einsatz. Auch die nationalen afghanischen Streitkräfte besitzen noch bzw. wieder ZSU-23-4.

#### Golfkriege
Das Waffensystem wurde vom Irak sowohl während des Krieges gegen den Iran 1980 bis 1988 als auch während des Zweiten und Dritten Golfkrieges benutzt. Besonders in den beiden letzten Auseinandersetzungen waren die Wirkungsmöglichkeiten der ZSU-23-4 immer mehr eingeschränkt. Zum einen setzten die USA und ihre Verbündeten in zunehmendem Maße abstandsfähige Waffen ein, so dass sich ihre Flugzeuge außerhalb des Wirkungsbereiches der Flak-Panzer befanden, zum anderen gelang es, durch elektronische Gegenmaßnahmen Aufklärung und Feuerleitung der ZSU-23-4 wirksam zu unterbinden. Auch der Einsatz von Panzerabwehrhubschraubern mit Panzerabwehrlenkraketen wie der TOW wurde erfolgreich praktiziert. Mit diesem Waffensystem kann der Flakpanzer auf Entfernungen von bis zu 3,7 km bekämpft werden, dabei befindet sich der Hubschrauber außerhalb der Reichweite der ZSU-23-4.

## Nutzerstaaten
Aktuelle Nutzer
- Ägypten – Ab dem Januar 2018 befinden sich 350 ZSU-23-4 im Dienst.[24]:330,332
- Algerien – Ab dem Januar 2018 befinden sich ungefähr 225 ZSU-23-4 im Dienst.[24]:325
- Angola – Ab dem Januar 2018 befindet sich eine unbekannte Anzahl ZSU-23-4 im Dienst.[24]:445
- Armenien – Ab dem Januar 2018 befindet sich eine unbekannte Anzahl ZSU-23-4 im Dienst.[24]:181
- Äthiopien – Ab dem Januar 2018 befindet sich eine unbekannte Anzahl ZSU-23-4 im Dienst.[24]:463
- Bulgarien – Ab dem Januar 2018 befindet sich eine unbekannte Anzahl ZSU-23-4 im Dienst.[24]:89
- Eritrea – Ab dem Januar 2018 befindet sich eine unbekannte Anzahl ZSU-23-4 im Dienst.[24]:462
- Indien – Ab dem Januar 2018 befinden sich 75 ZSU-23-4 im Dienst.[24]:262
- Iran – Ab dem Januar 2018 befinden sich 100 ZSU-23-4 im Dienst.[24]:334
- Israel – Ab dem Januar 2018 befinden sich 60 ZSU-23-4 im Dienst.[24]:342
- Jordanien – Ab dem Januar 2018 befinden sich 40 ZSU-23-4 im Dienst.[24]:343

- Kirgisistan – Ab dem Januar 2018 befinden sich 24 ZSU-23-4 im Dienst.[24]:190
- Kuba – Ab dem Januar 2018 befindet sich eine unbekannte Anzahl ZSU-23-4 im Dienst.[24]:401
- Laos – Ab dem Januar 2018 befindet sich eine unbekannte Anzahl ZSU-23-4 im Dienst.[24]:282
- Nigeria – Ab dem Januar 2018 befinden sich 30 ZSU-23-4 im Dienst.[24]:479
- Peru – Ab dem Januar 2018 befinden sich 35 ZSU-23-4 im Dienst.[24]:419
- Polen – Ab dem Januar 2018 befinden sich 8 ZSU-23-4 und 20 ZSU-23-4MP im Dienst.[24]:136
- Republik Kongo – Ab dem Januar 2018 befindet sich eine unbekannte Anzahl ZSU-23-4 im Dienst.[24]:455
- Russland – Ab dem Januar 2018 befinden sich 60 ZSU-23-4 in der Marineinfanterie im Dienst.[24]:198
- Syrien – Ab dem Januar 2018 befindet sich eine unbekannte Anzahl ZSU-23-4 im Dienst.[24]:362
- Turkmenistan – Ab dem Januar 2018 befinden sich 48 ZSU-23-4 im Dienst.[24]:209
- Vietnam – Ab dem Januar 2018 befindet sich eine unbekannte Anzahl ZSU-23-4 im Dienst.[24]:310

Ehemalige Nutzer
- Deutsche Demokratische Republik
- Georgien – Bis zum Januar 2018 außer Dienst gestellt.[24]:187
- Irak – Bis zum Januar 2018 außer Dienst gestellt.[24]:338
- Jemen – Bis zum Januar 2018 außer Dienst gestellt.[24]:370
- Jugoslawien
- Kambodscha – Bis zum Januar 2018 außer Dienst gestellt.[24]:248

- Libyen – Bis zum Januar 2018 außer Dienst gestellt.[24]:349
- Mosambik – Bis zum Januar 2018 außer Dienst gestellt.[24]:475
- Nordkorea – Bis zum Januar 2018 außer Dienst gestellt.[24]:276
- Somalia – Bis zum Januar 2018 außer Dienst gestellt.[24]:484
- Ungarn – Bis zum Januar 2018 außer Dienst gestellt.[24]:115